# Embraer
Embraer (B3: EMBR3 / NYSE: ERJ) é um conglomerado transnacional brasileiro, fabricante de aviões comerciais, executivos, agrícolas e militares, peças aeroespaciais, serviços e suporte na área. A empresa tem sede no município de São José dos Campos, interior do estado de São Paulo, e possui diversas unidades no Brasil e no exterior, inclusive joint ventures na China e em Portugal.
A Embraer tornou-se a terceira maior fabricante de jatos comerciais do mundo e líder absoluta no segmento de até 130 assentos. Para atender demandas globais, estabeleceu unidades industriais, escritórios e centros de distribuição de peças e serviços nas Américas, África, Ásia e Europa.
Sua receita líquida em 2024, foi de 35,4 bilhões de reais (6,03 bilhões de dólares). Em 2025, ocupa a terceira posição mundial no setor, abaixo da Airbus e da Boeing. Em 2012, foi a empresa que mais cresceu, entre as maiores exportadoras brasileiras (17,6% em relação a 2011).
Para testes das aeronaves, a companhia utiliza tanto a pista do aeroporto de São José dos Campos, quanto a pista da unidade da Embraer em Gavião Peixoto/SP (aeródromo de Gavião Peixoto). A pista de São José dos Campos tem 2 676 metros de extensão e pertence ao Departamento de Ciência e Tecnologia Aeroespacial. É utilizada tanto pela Embraer quanto para transporte aéreo comercial, sendo toda a infraestrutura compartilhada e mantida em parceria com a Infraero. A pista de Gavião Peixoto tem 5 000 metros de extensão, sendo a mais extensa do Hemisfério Sul.

## História

### Origem e fundação
Em 1953, o oficial da Aviação do Exército, Casimiro Montenegro convida o engenheiro aeroespacial e fundador da Focke-Wulf em Bremen, o alemão Henrich Focke e seus engenheiros, para que atuassem no CTA. Isto ocorre após Montenegro tomar conhecimento dos projetos inovadores que esses engenheiros vinham realizando na Alemanha, desenvolvendo desde 1939 helicópteros como o Focke-Wulf Fw 61 e aeronaves como Focke-Wulf Fw 190 e Focke-Wulf Fw 200. A Embraer nasceu como uma iniciativa do governo brasileiro dentro de um projeto estratégico para implementar a indústria aeronáutica no país, em um contexto de políticas de substituição de importações.

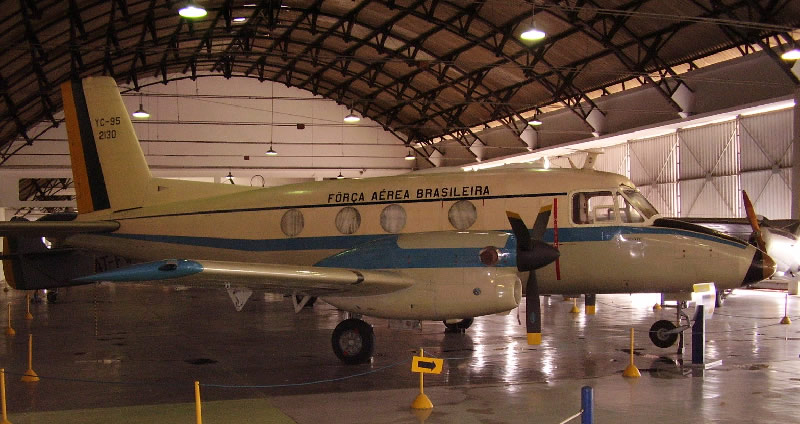
Embraer EMB-100, projeto IPD-6504, primeiro protótipo do Bandeirante, cujo primeiro voo foi em 22 de outubro de 1968. A aeronave foi restaurada e encontra-se preservada no Museu Aeroespacial, na cidade do Rio de Janeiro.

Neste contexto, foi aprovado em 25 de junho de 1965 o projeto governamental IPD-6504 para a produção de uma aeronave que atendesse às necessidades do transporte aéreo comercial brasileiro, principalmente em pequenas cidades, visando à produção de um avião que se adaptasse à infraestrutura aeroportuária do país na época. A especificação técnica do projeto era para a produção de uma aeronave pequena, com capacidade para oito passageiros, de asa baixa, turbopropelida e bimotor. O projeto e montagem foram realizados nas instalações do CTA e o primeiro protótipo teve seu voo inaugural em 22 de outubro de 1968. Sua produção envolveu cerca de trezentas pessoas, lideradas pelo engenheiro aeronáutico e então major da FAB, Ozires Silva. No ano seguinte seria criada a Embraer com a finalidade de produzir o modelo em série, denominado Embraer EMB-110, sendo Ozires Silva o primeiro presidente da empresa, cargo que exerceria até 1986.
Mais dois protótipos foram produzidos pela Embraer, com a denominação EMB 100 Bandeirante, passando depois as aeronaves a receber a denominação EMB 110, para a produção em série. Além do CTA, criado em 1946, mas que em 30 de abril de 2009 passou a ser denominado Departamento de Ciência e Tecnologia Aeroespacial (DCTA), é considerado outro precursor da Embraer o Instituto Tecnológico de Aeronáutica (ITA). Criado também por Casimiro Montenegro em 1950, a proposta para sua criação havia sido apresentada por ele em 1945 a um grupo de oficiais do Estado Maior da Aeronáutica.
Fundada no ano de 1969, como uma sociedade de economia mista vinculada ao Ministério da Aeronáutica, seu primeiro presidente foi o engenheiro Ozires Silva, que havia liderado o desenvolvimento do avião Bandeirante. Inicialmente, a maior parte de seu quadro de funcionários formou-se com pessoal oriundo do Instituto Tecnológico de Aeronáutica (ITA), que fazia parte do CTA. De certo modo, a Embraer nasceu dentro do CTA. No ano de 1980, adquiriu o controle acionário da Indústria Aeronáutica Neiva, que se tornou sua subsidiária, atual divisão de aviação agrícola. Durante as décadas de 1970 e 1980, a empresa conquistou importante projeção nacional e internacional com os aviões Bandeirante, Xingu e Brasília.[carece de fontes?]

### Cooperação e crise

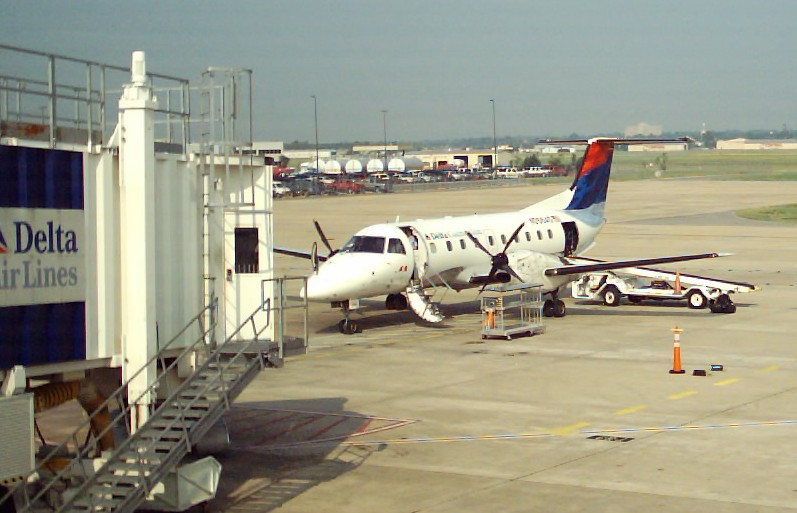
Embraer 120 Brasília da Delta Airlines.

Ao iniciar uma parceria com a Itália em 1981, foi possível elaborar o avião de ataque ar-terra AMX, considerado um importante salto tecnológico para a elaboração de novos projetos. Em 1986 Ozires Silva deixou a presidência da empresa para assumir a Petrobras. Em 1988 teve início o desenvolvimento de um avião binacional que seria projetado e construído tanto pela Embraer, quanto pela argentina Fábrica Militar de Aviones (FMA). A aeronave teve a designação de CBA-123, sendo CBA a sigla para Cooperação Brasil-Argentina.
Em 1990 o primeiro protótipo voou, mas seu alto preço, além da crise econômica e política da época, acabou com o projeto. Um dado curioso sobre a aeronave é a motorização na parte traseira da fuselagem, com as hélices voltadas para trás. A grave situação econômica do Brasil no final da década de 1980, a qual se convencionou chamar de Década perdida por causa dos dados econômicos ruins registrados somada à hiperinflação, marcou a economia brasileira e contribuíram para o agravamento da crise da Embraer, que quase fechou.[carece de fontes?] O valor da dívida da Embraer alcançou os valores de 790 milhões de dólares no ano de 1991 e 933 milhões de dólares em 1992. Em 1991, Ozires Silva foi convidado a voltar à presidência da empresa e a conduzir o processo de privatização.

### Privatização
Em 1992 foi colocada na lista de empresas a serem privatizadas e em 1994, durante o governo de Itamar Franco, a empresa foi leiloada. Com a privatização da empresa, a União pôde arrecadar cerca de R$ 154 milhões.
Os novos controladores acionários passaram então a ser os fundos de pensão Previ e Sistel (20% cada) e a Cia. Bozano, Simonsen (20%). Um grupo de investidores com participação acionária menor (total de 20%), composto pela Dassault, EADS, Snecma e Thales Group compraram a Embraer em 1999. Após a privatização, a empresa foi presidida pelo engenheiro Maurício Botelho, que foi substituído em 2007 por Frederico Curado.
Após a privatização, a empresa passou por um longo processo de reestruturação, com novos projetos sendo apresentados. O número de funcionários foi reduzido de 9 mil para cerca de 6 mil pessoas. Em dezembro daquele mesmo ano, a empresa se tornaria a terceira maior empresa mundial no setor.
Antes de ser privatizada, a companhia estava à beira da falência e sequer figurava entre as empresas com maior valor de mercado.[carece de fontes?] Depois de alguns anos da privatização, passou a ser a terceira maior fabricante de jatos comerciais do mundo. Em 2013 foi a Empresa do Ano da edição especial Melhores e Maiores da Revista Exame, por ter sido a companhia brasileira que mais cresceu em exportações em 2012, 17,6% em relação ao ano anterior, sendo uma das maiores exportadoras do país. Tornou-se uma das mais importantes blue chips negociadas na B3 e distribui dividendos a acionistas minoritários e funcionários.
Essa recuperação de mercado após a privatização foi resultado do sucesso do programa ERJ-145, uma aeronave concebida para acompanhar a tendência mundial na aviação regional na época, que era de utilizar aviões de maior porte, com propulsão a jato. O sucesso continuou com os modelos ERJ-170 e ERJ-190. Um dos setores da empresa que mais investiram nessa época foi o de Pesquisa e Desenvolvimento. A Embraer possui atualmente um dos mais avançados centros de realidade virtual do mundo. Os detalhes dessa recuperação estão em um relatório elaborado em 2009 pela USP e UNICAMP, a pedido do BNDES.

### Crescimento internacional

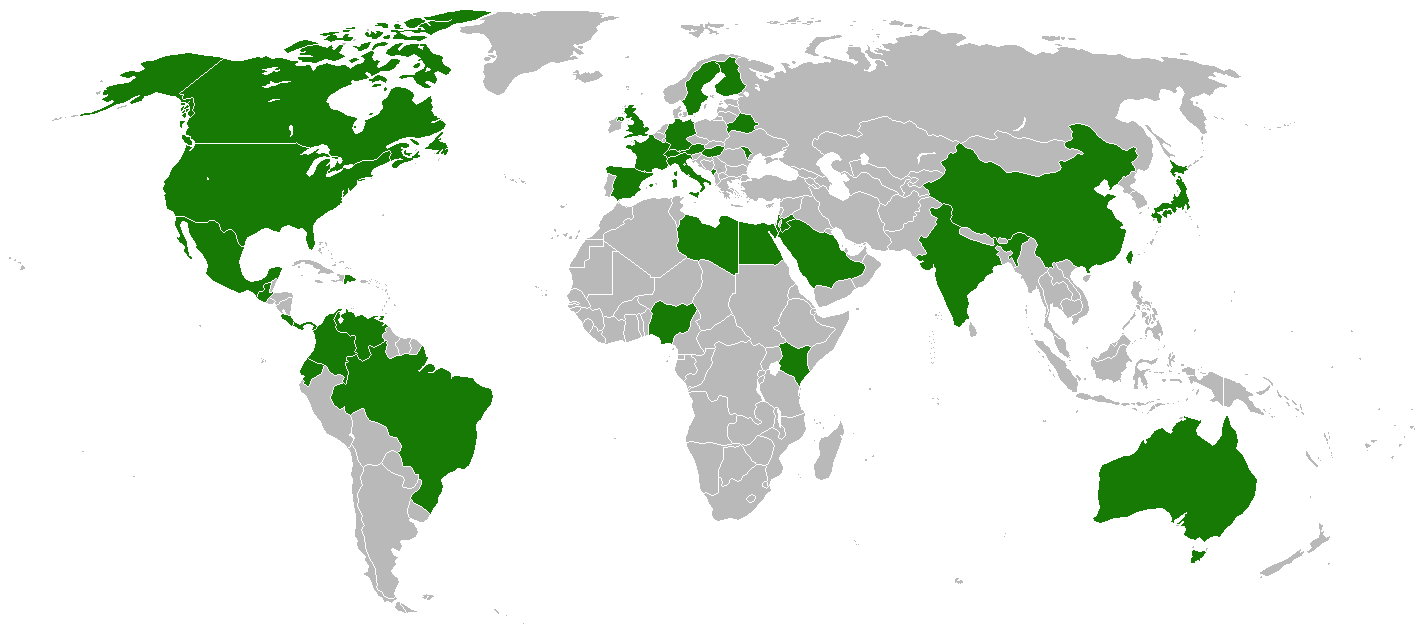
Presença global dos aviões produzidos pela Embraer.

Maurício Botelho foi responsável pela reestruturação da empresa, principalmente no âmbito financeiro. O lançamento do projeto da família ERJ-145, jatos comerciais com capacidade de até 50 passageiros, foi um sucesso de mercado que atingiu a marca de mil aviões vendidos em 2006. O passo seguinte foram novos investimentos para a criação da linha de aviões EMB 170/190, uma aposta no segmento de 70 a 120 lugares, classificados como E-Jets. Foram um sucesso com 878 encomendas firmes e 915 intenções de compra, e que foram logo associados a um novo nicho de mercado, ocupado tanto pelas empresas aeronáuticas principais (ou major) quanto pelas de baixo-custo e baixa-tarifa (ou low-cost, low-fare). Neste segmento, sua maior concorrente é a empresa canadense Bombardier, com modelos de até 90 lugares. Em 2000, a brasileira lançou ações nas bolsas de valores de Nova Iorque e de São Paulo.[carece de fontes?]

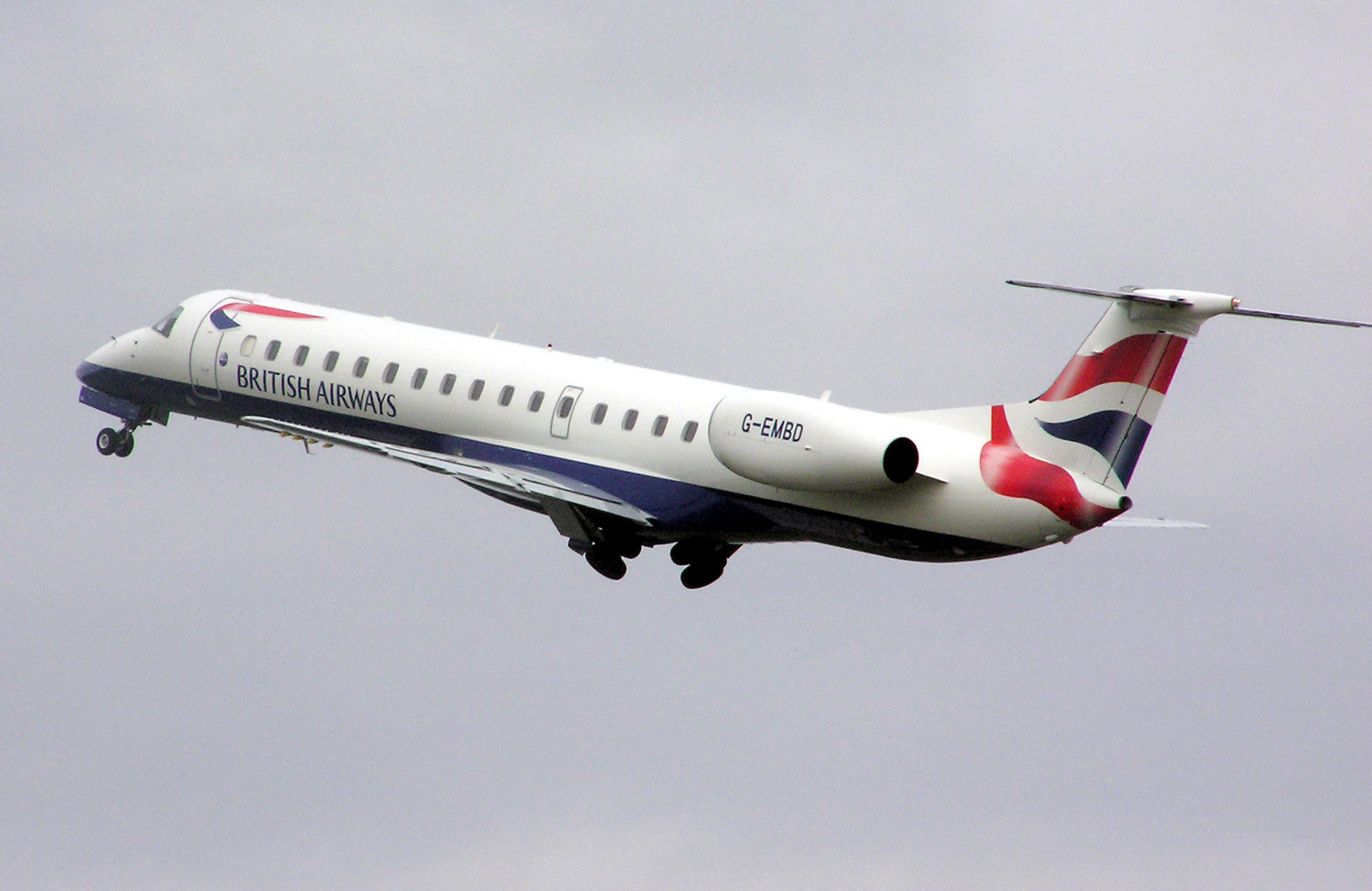
ERJ-145 da British Airways.

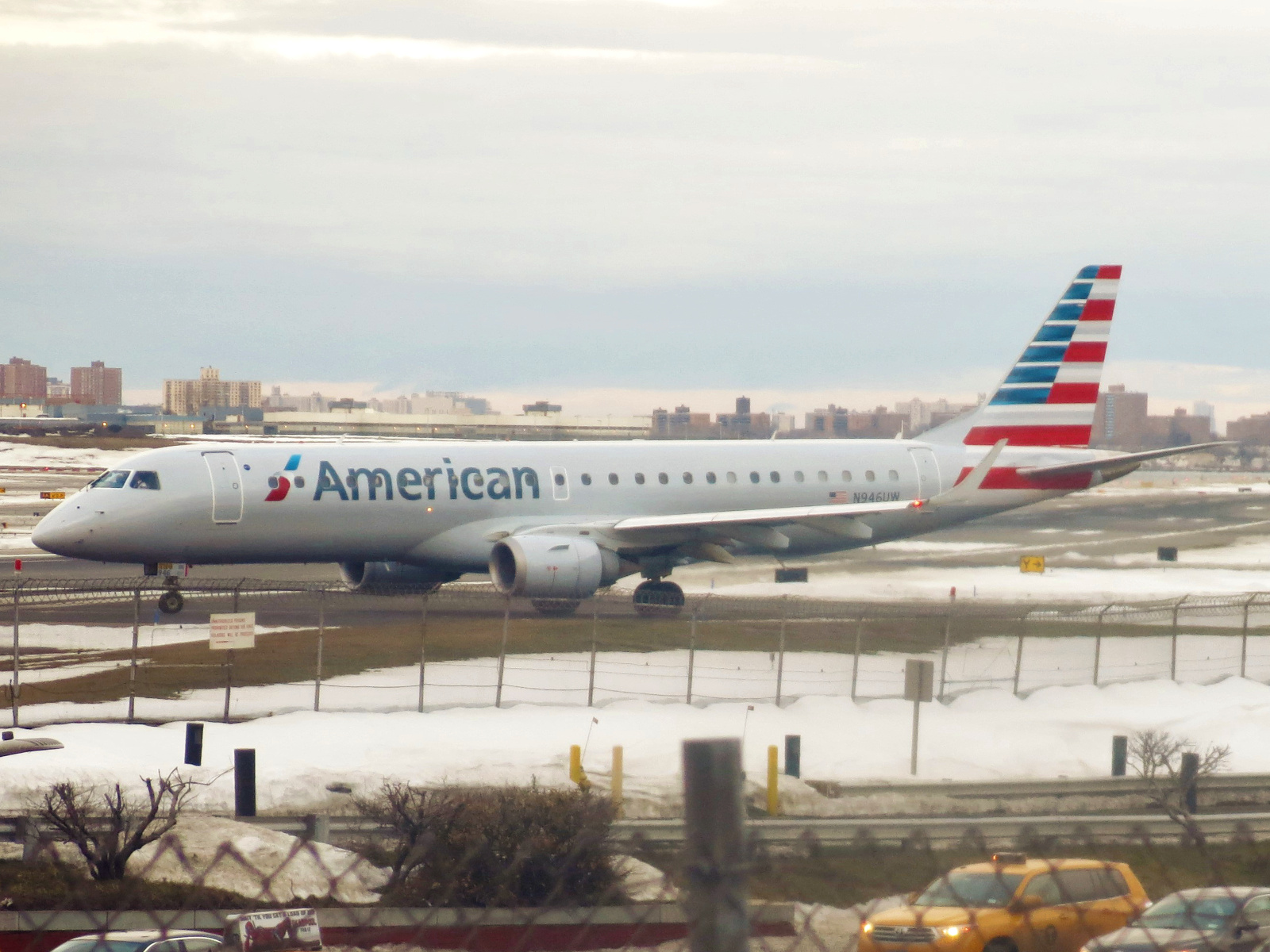
ERJ-190 da American Airlines.

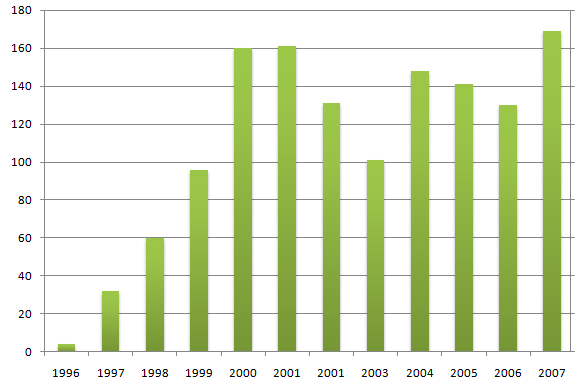
Gráfico das vendas da Embraer entre 1996 e 2007.

Devido a subsídios adotados pela Bombardier, o governo brasileiro entrou com um pedido de reparação na Organização Mundial do Comércio. A disputa durou alguns anos e ambas as partes foram condenadas a adotar novas formas de financiamento aceitas internacionalmente para a venda, fabricação e desenvolvimento de suas aeronaves.[carece de fontes?]
Em dezembro de 2002, uma joint venture com a China Aviation Industry Corporation II (AVIC II) criou a Harbin Embraer Aircraft Industry (HEAI), possibilitando a construção e venda de aviões ERJ-145 para o mercado da China. Em 2004, foi criada uma associação com a empresa do ramo de defesa Lockheed Martin, para o fornecimento de aviões de sensoriamento remoto, com base no ERJ-145, para a marinha e aeronáutica dos Estados Unidos. No entanto, este projeto foi suspenso em janeiro de 2006. Ainda em 2004, um consórcio liderado pela Embraer foi declarado o vencedor no processo de privatização da OGMA (Indústria Aeronáutica de Portugal), deste modo derrotando o consórcio ítalo-americano que havia sido constituído pelas companhias Alenia Aeronautica e Lockheed Martin.
Em 2005, a empresa deu início a uma ofensiva comercial para ampliar sua participação no mercado de aviões executivos, presente apenas com o Legacy, cuja plataforma é o jato ERJ-135. Para tanto, iniciou uma reestruturação interna nessa área, organizada pelo seu então vice-presidente de aviação executiva, Luís Carlos Affonso. Em maio do mesmo ano, anunciou o projeto do Light Jet e do Very Light Jet. Juntamente com modelos em tamanho real, seus nomes oficiais foram divulgados em novembro, durante a National Business Aviation Association (NBAA), em Orlando, como Phenom 300 e Phenom 100, respectivamente. Também nesse ano foi lançado o Lineage 1000, maior avião executivo baseado no EMB 190. Em janeiro de 2006 foi anunciado pelo presidente venezuelano Hugo Chávez o veto dos Estados Unidos à venda de aviões de treinamento Super Tucano ao seu país, por alegada transferência de tecnologia de origem norte-americana, presente na aviônica das aeronaves. Pelo mesmo motivo, foi anunciado veto à venda para o Irã.[carece de fontes?]
Em junho de 2012, foi criada uma nova joint venture com a Aviation Industry Corporation of China (AVIC), para a fabricação na China dos jatos executivos Legacy 600/650 usando a infraestrutura e demais recursos da já existente joint venture Harbin Embraer Aircraft Industry (HEAI).
Em setembro de 2012 foram inauguradas em Évora, Portugal, duas novas fábricas (as primeiras no continente europeu).

### Reestruturação societária e mudança de nome

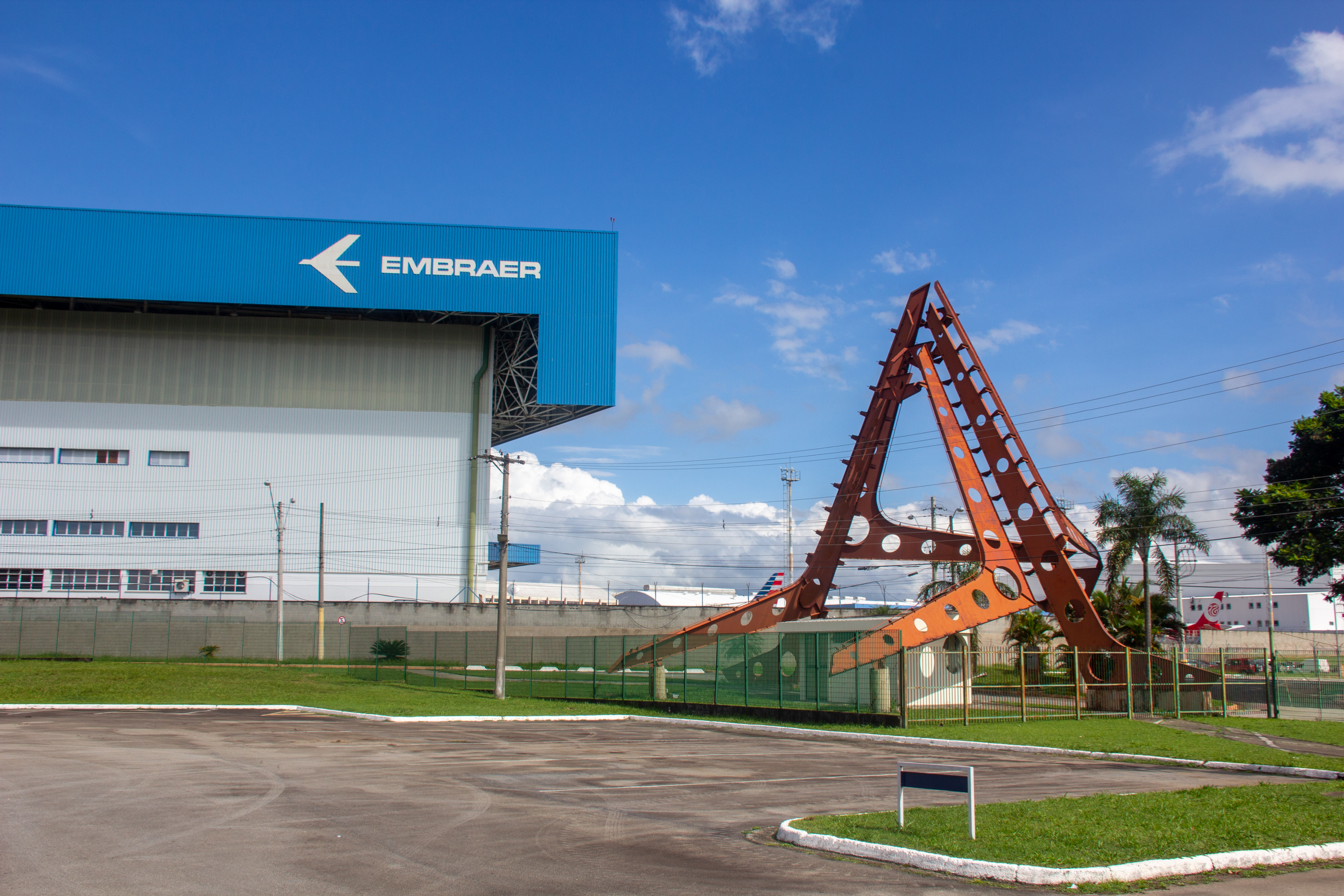
Memorial Aeroespacial Brasileiro em São José dos Campos, São Paulo.

Em 20 de janeiro de 2006, a Embraer anunciou um plano de reestruturação societária, segundo a qual o poder decisório seria pulverizado entre todos os acionistas, pois todos os portadores de ações da empresa na B3 teriam direito a voto. Além disso, seria desfeito o esquema, em vigor desde a privatização, no qual os fundos de pensão Previ, Sistel e a Cia. Bozano controlavam 60% das ações. Maurício Botelho continuaria na presidência do Conselho de Administração da empresa até 2009. Em 14 de fevereiro de 2007, a empresa EADS vendeu sua participação acionária de 2,12% da Embraer, por 124 milhões de euros. Em dezembro de 2012, a Embraer contava com 740,5 milhões de ações no mercado, negociadas na Bolsa de Valores de Nova York (NYSE) e na B3, cerca de 50% em cada. Suas ações estavam distribuídas entre fundos de pensão PREVI, Oppenheimer Fund's, Thornburg Investment, BlackRock, BNDESPAR e outros BM&FBOVESPA.
Em 16 de setembro de 2010, o Conselho de Administração aprovou a sugestão da diretoria para que o nome empresarial fosse alterado de Empresa Brasileira de Aeronáutica para simplesmente Embraer, decisão que foi ratificada pela Assembleia Geral dos acionistas em 19 de novembro de 2010. Nesta mesma assembleia foi também aprovada a ampliação da área de atuação da empresa, que passou a ser não apenas a área aeroespacial, mas também a de sistemas de energia e a área de sistemas de defesa e segurança.

### Proposta dejoint venturecom a Boeing

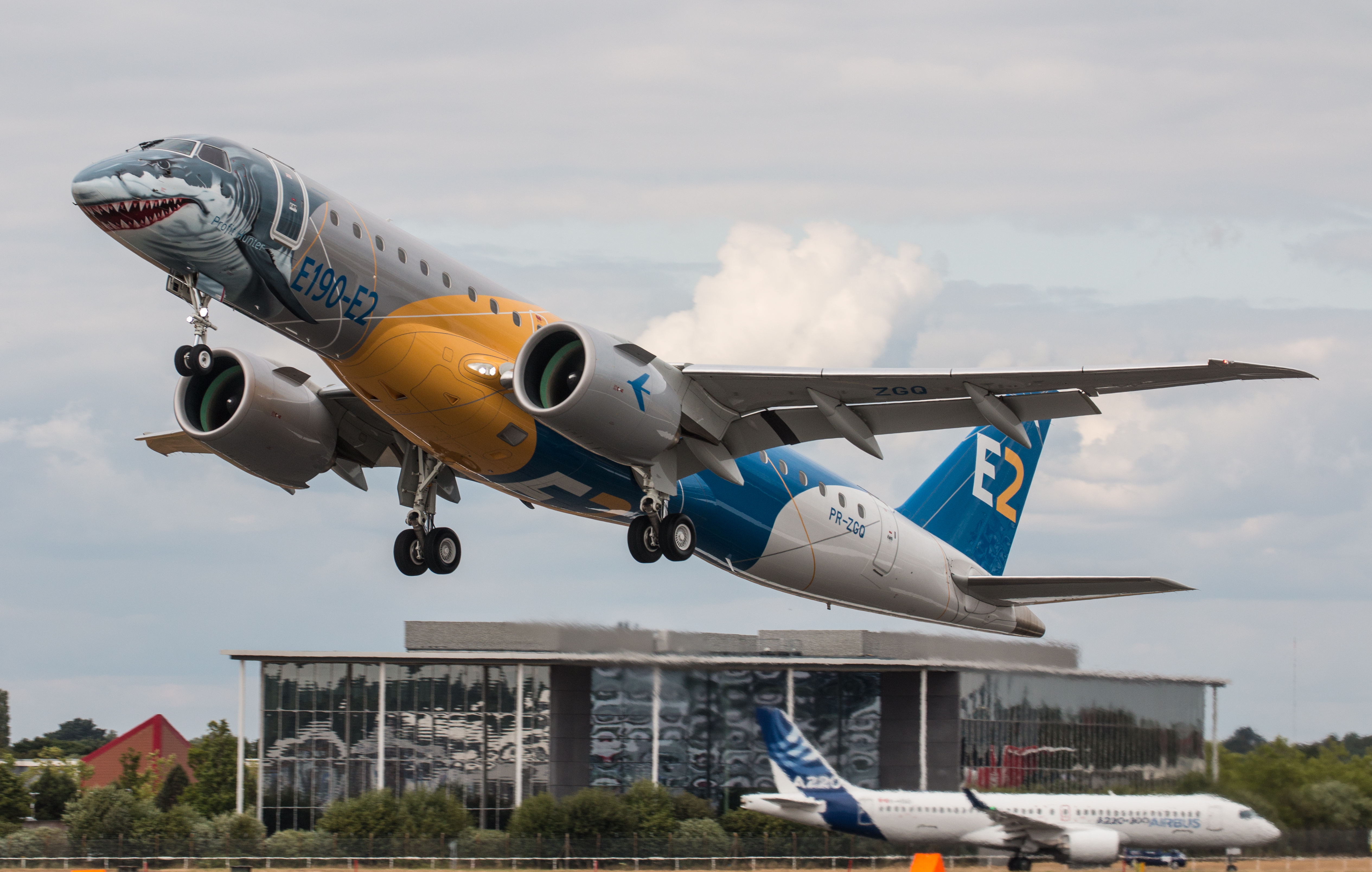
O Embraer E-Jets E2.

Em 5 de julho de 2018, a Embraer anunciou um acordo de intenções com a norte-americana Boeing para a criação de uma joint-venture. O negócio foi avaliado em 4,75 bilhões de dólares, com a empresa brasileira a representar 20% da participação. O acordo dependia de aprovação dos acionistas e dos órgãos reguladores de ambos os países. No caso brasileiro, o próprio governo deveria concordar com a criação da nova empresa, por ter participação na Embraer, com títulos de classe especial, chamados golden share. No entanto, haveria a possibilidade da extinção desta participação especial por meio de uma decisão do Tribunal de Contas da União. Com as aprovações definitivas, a previsão era que o acordo fosse oficializado até o fim de 2019.
Porém, em 24 de abril de 2020, o acordo foi rescindido unilateralmente pela Boeing, mantendo a joint venture para comercialização do cargueiro militar C-390. A justificativa foi que a "Embraer havia descumprido as obrigações contratuais", afirmações inverídicas, segundo a Embraer.

## Subsidiárias

#### Embraer Aviação Agrícola
A Indústria Aeronáutica Neiva foi fundada em 1954, no Rio de Janeiro. Em 1956 o seu parque industrial foi instalado na cidade paulista de Botucatu. Quase duas décadas depois, em 1975, a empresa foi contratada pela Embraer para produzir a linha Embraer Piper. Em 1980 tornou-se sua subsidiária integral. Em 2006 foi incorporada e denominada Embraer Aviação Agrícola. A unidade tem como foco fabricar e fornecer suporte pós-venda da linha de aviões agrícolas Ipanema. A variante EMB-203 do Ipanema foi o primeiro avião elétrico fabricado da empresa. O EMB-203 é ainda uma opção de base para o desenvolvimento de uma aeronave híbrida elétrica, combinando motor de combustão interna e motor elétrico para proporcionar maior autonomia e menor poluição/consumo. A propulsão híbrida elétrica também foi considerada no projeto do TPNG (TurboProp Next Generation - "Turboélice de Nova Geração"). Produz também componentes para as linhas Embraer 170, Embraer 190, Phenom 100 e Phenom 300, além de partes do Super Tucano, KC-390, Legacy 450, Legacy 500 e Legacy 650. Sua planta industrial supera 90 000 m², onde trabalham cerca de 1 800 funcionários.

#### ELEB Equipamentos
Localizada em São José dos Campos, a Eleb foi implantada em 1984 com o nome de EMBRAER Divisão Equipamentos (EDE), com a finalidade de desenvolver e produzir trens de pouso do EMB-312 Tucano e do avião de ataque AMX. Fabrica também diversos componentes para os sistemas eletro-hidráulicos e eletromecânicos das aeronaves da Embraer. Em 1999, passou por uma reestruturação societária, quando formou uma joint venture com a europeia Liebherr Aerospace [en]. Voltou ao controle da Embraer em 2008.

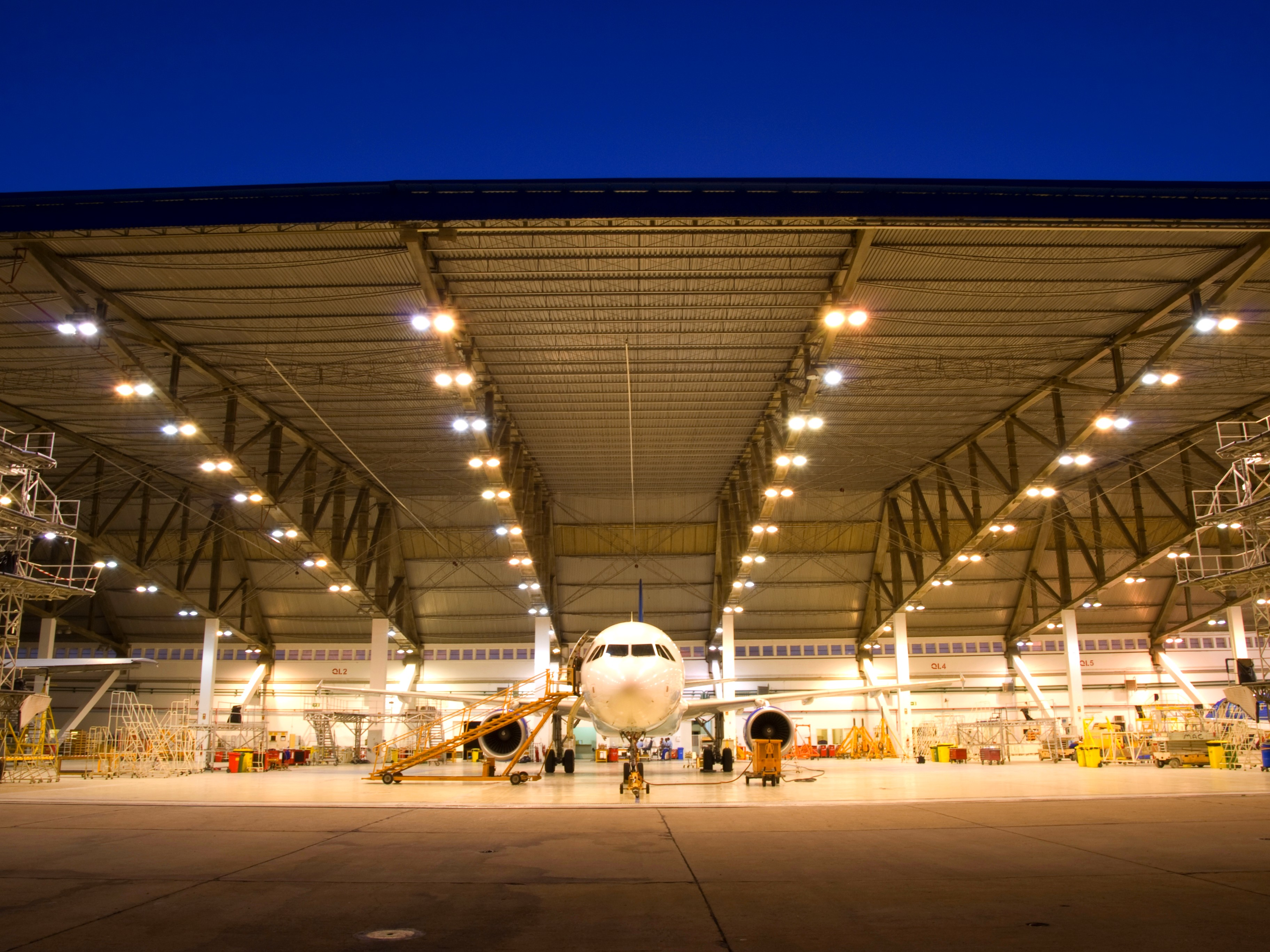
Instalações da Indústria Aeronáutica de Portugal em Alverca do Ribatejo, Portugal.

#### Indústria Aeronáutica de Portugal
Unidade localizada na Freguesia de Alverca, Lisboa, Portugal. O controle foi adquirido no ano de 2005 em consórcio liderado pela Embraer, tem como atividades a manutenção, reparo e revisão de aeronaves, motores e aviônica. Atua também na fabricação e montagem de componentes e modernização das aeronaves.

#### EmbraerX
Em janeiro de 2020, a EmbraerX anunciou uma parceria com a Elroy Air [en] para o desenvolvimento de drones para transporte de cargas. A EmbraerX é uma subsidiária da Embraer, sediada na Flórida, EUA, criada para o desenvolvimento de programas de inovação tecnológica. O acordo com a Elroy Air foi anunciado na CES 2020, feira de novas tecnologias em eletrônicos de consumo, que acontece anualmente em Las Vegas.

#### Embraer Aircraft Industry (HEAI)
Localizada em Harbin, capital da província de Heilongjiang, essa joint venture foi criada em 2002 entre a Embraer e mais duas empresas aeronáuticas chinesas: Harbin Aircraft Industry Group e Hafei Aviation Industry. Seu foco está nas atividades operacionais de venda e suporte pós-venda da linha ERJ-145 na China.

#### Embraer-AVIC
Também localizada em Harbin, essa joint venture foi criada em 2012 entre a Embraer e a Aviation Industry Corporation of China (AVIC) para a produção, na China, dos jatos executivos Legacy 600/650 utilizando a infraestrutura já existente da HEAI.

## Divisões
A Embraer, que mantém sua sede na cidade paulista de São José dos Campos, também tem várias unidades outras unidades. No Brasil, a empresa também tem unidades nos municípios de São Paulo, Botucatu, Eugênio de Melo, Gavião Peixoto, Taubaté e Sorocaba, além de representações em Minas Gerais e Rio de Janeiro.

### Brasil
Embraer Defesa e Segurança
Com sede comercial no bairro do Brooklin, em São Paulo, a Embraer Defesa e Segurança Participações, cuja planta industrial foi instalada no início de 2011 na unidade Gavião Peixoto, tem como foco o fortalecimento da indústria brasileira de defesa e segurança, aplicando a experiência acumulada pela Embraer ao longo dos anos. É responsável pela produção e modernização tecnológica de aeronaves militares como o EMB-314, AMX e o desenvolvimento e produção do cargueiro tático KC-390. A EDS detém capacitação em gestão de integração de tecnologia e sistemas, aplicáveis ao setor de defesa. Tem parcerias estratégicas com empresas que atuam nas áreas de comando e controle, radares, armamentos e veículos aéreos não-tripulados. Entre suas parceiras estão a Atech, a Visiona e a OGMA.
Unidade Gavião Peixoto
Localizada em Gavião Peixoto, região de Araraquara (coordenadas 21° 45' 36,28" S 48° 24' 12,4" O), esta unidade foi implantada em 2001 e tem como principais atividades a produção das asas para as aeronaves Embraer 190 e Embraer 195, a fabricação final dos modelos Phenom, Legacy e das aeronaves militares Super Tucano e cargueiro militar KC-390. Na unidade são também realizadas todas as atividades de ensaios em voo destas aeronaves. Em Gavião Peixoto também foram modernizados a partir de 2011, os caças F-5 e AMX da FAB na Embraer Defesa e Segurança, cuja planta industrial está instalada dentro da unidade Gavião Peixoto.
Unidade Sorocaba
Localizada em Sorocaba, estado de São Paulo, é um centro de serviços de manutenção, reparos e revisão para as linhas Embraer E-Jet e executiva Phenom e Legacy, contando com hangares, salas de reunião e escritórios administrativos. O investimento estimado nos primeiros cinco anos é de 25 milhões de dólares, gerando até 250 empregos diretos.
Centro de Engenharia e Tecnologia
Implantado em 2012, o Centro de Engenharia e Tecnologia da Embraer tem suas atividades relacionadas à capacitação, pesquisa e tecnologia aplicadas à indústria aeronáutica. Inicialmente instalado na Fundação Centro Tecnológico de Minas Gerais (Cetec), em Belo Horizonte, a unidade deverá ser transferida para o Centro de Capacitação e Tecnologia Aeroespacial de Minas Gerais (CCAE), em implantação na cidade mineira de Lagoa Santa.
Embraer Systems
Denominada Embraer Systems, esta unidade da Embraer atua no desenvolvimento e aplicação de sistemas tecnológicos para as indústrias de gás e petróleo.

### Outros países
China
- Pequim - Localizada na cidade de Pequim, capital da China, essa subsidiária foi criada em parceria com o governo e clientes chineses no ano de 2000. É um escritório para suporte de vendas, relações públicas com clientes e governo chineses, marketing e vendas.[54]

Estados Unidos
- Embraer Aircraft Holding – Unidade localizada em Fort Lauderdale, Flórida, foi criada no ano de 1979, tem como atividades o comércio de aeronaves, treinamento de pilotos e mecânicos, logística e assistência técnica.[54]
- Embraer Aircraft Maintenance Services – Localizada em Nashville, Tennessee, foi implantada no ano de 2002, é voltada principalmente para a manutenção das aeronaves da linha Embraer 170/190.[54]
- Embraer Aero Seating Technologies- Inaugurada em setembro de 2016, na cidade de Titusville, Flórida, a Embraer Aero Seating Technologies produz assentos para aeronaves.[63]
- Unidade Mesa – Localizada em Mesa, Arizona, foi implantada em 2008, executa serviços de manutenção, reparo e revisão na linha de aviões executivos Phenom e Legacy.[54]
- Unidade Windsor Locks – Localizada em Windsor Locks, Connecticut, foi Implantada em 2008, assim como a Unidade Mesa, também executa serviços de manutenção, reparo e revisão na linha executiva da Embraer.[54]
- Unidade Melbourne – Localizada em Melbourne, Flórida, foi implantada em 2011, é a primeira unidade nos Estados Unidos que realiza a montagem final de aeronaves. Produz a linha de executivos Phenom 100 e Phenom 300.[64] Em novembro de 2012 tiveram início as obras de um Centro de Engenharia e Tecnologia na unidade de Melbourne.[54][65]

França
- Unidade Villepinte – Localizada na Comuna francesa de Villepinte, Departamento de Aude, foi implantada no ano de 2001, seu foco principal está em vendas, suporte ao cliente e comércio de peças de reposição à frota da Empresa na Europa, Oriente Médio e África.[54]
- Embraer Aviation International – Unidade localizada na Comuna francesa de Le Bourget, Paris, foi implantada no ano de 1983, dá suporte à frota de aeronaves da Embraer na Rússia, Reino Unido e Leste Europeu.[54]

Portugal

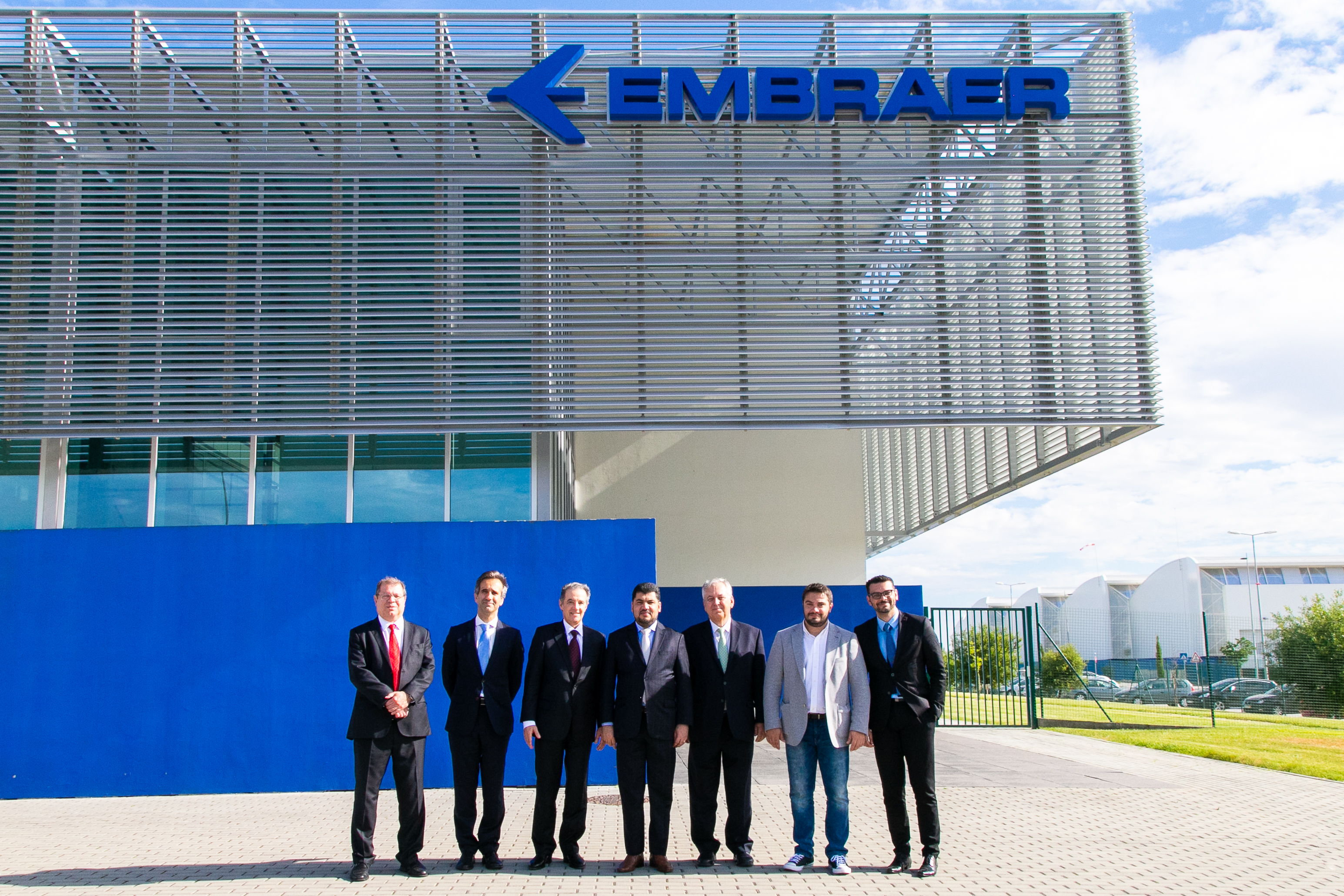
Sede da Embraer Portugal em Évora.

- Évora – Duas unidades (Parque Aeronáutico e Industrial de Évora) localizadas em Évora - distrito de Évora. Centros de excelência inaugurados em setembro de 2012, dedicadas à fabricação de estruturas metálicas usinadas e conjuntos em materiais compostos.[42][54] Em 2015, foi inaugurado um Centro de Engenharia e Tecnologia da Embraer.[66]

Singapura
Localizada na República de Singapura, no Sudeste Asiático. Subsidiária que iniciou suas atividades no ano de 2000, é um centro de estoque e distribuição regional de peças de reposição, manutenção e reparo das aeronaves comerciais da Embraer na região.

## Aeronaves produzidas

### Comerciais
Em dezembro de 2018, a Embraer afirmou liderar o mercado de aeronaves comerciais de até 150 assentos com 100 operadores das famílias ERJ e E-Jet.
Atuais
- Embraer E-Jet
  - Embraer 170 (66–78 passageiros)
  - Embraer 175 (76–88 passageiros)
  - Embraer 190 (96–114 passageiros)
  - Embraer 195 (100–124 passageiros)
- Embraer E-Jets E2

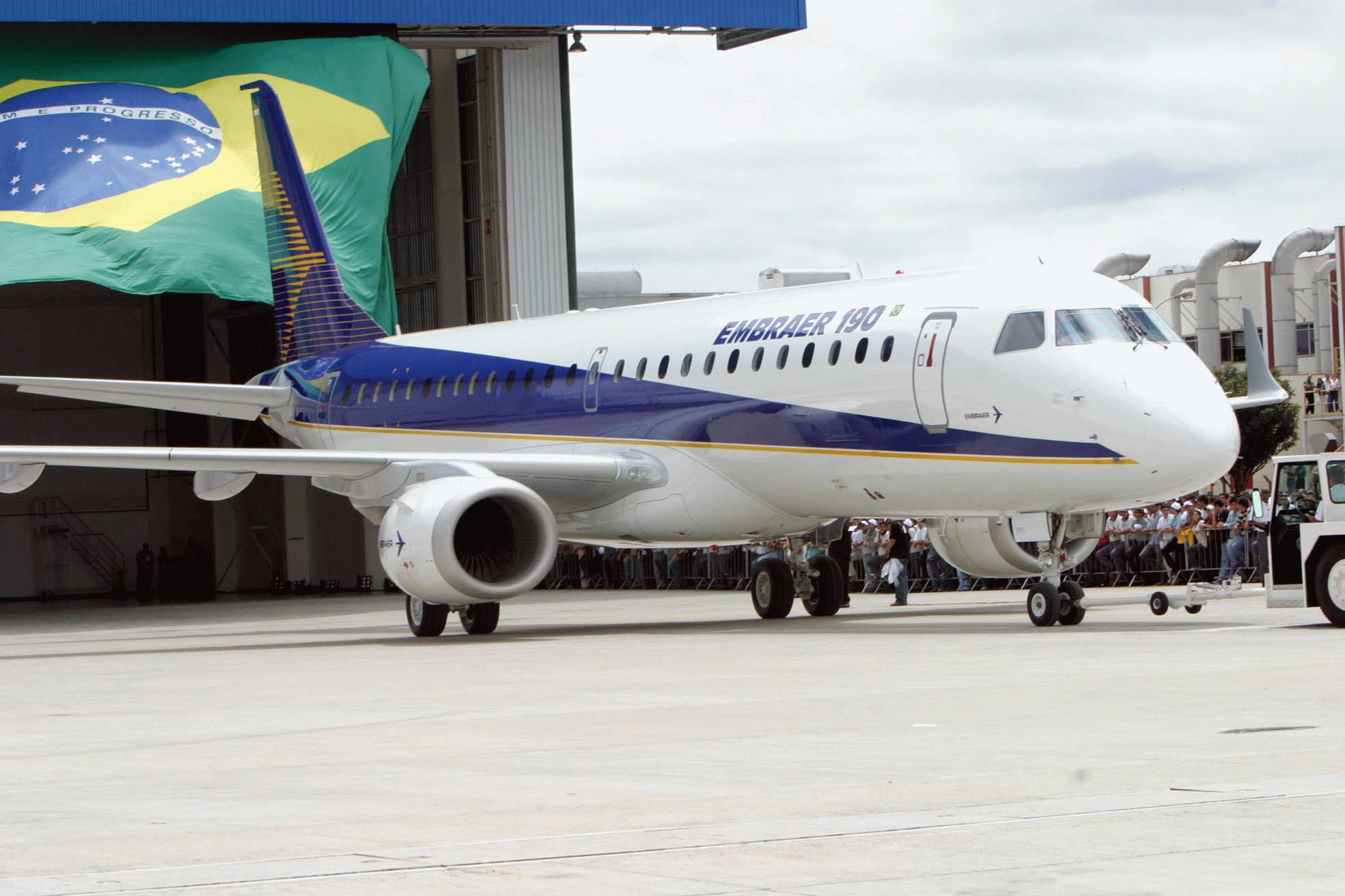
Embraer 190 no seu roll-out.

  - Embraer 175-E2 (80–90 passageiros)
  - Embraer 190-E2 (97–114 passageiros)
  - Embraer 195-E2 (120–146 passageiros)[68]

Anteriores
- Embraer EMB 110 Bandeirante (18 passageiros)
- Embraer EMB 120 Brasilia (30 passageiros)
- Embraer ERJ
  - Embraer ERJ 135 (37 passageiros)
  - Embraer ERJ 140 (44 passageiros)
  - Embraer ERJ 145 (50 passageiros)
- Embraer/FMA CBA 123 Vector (protótipo)

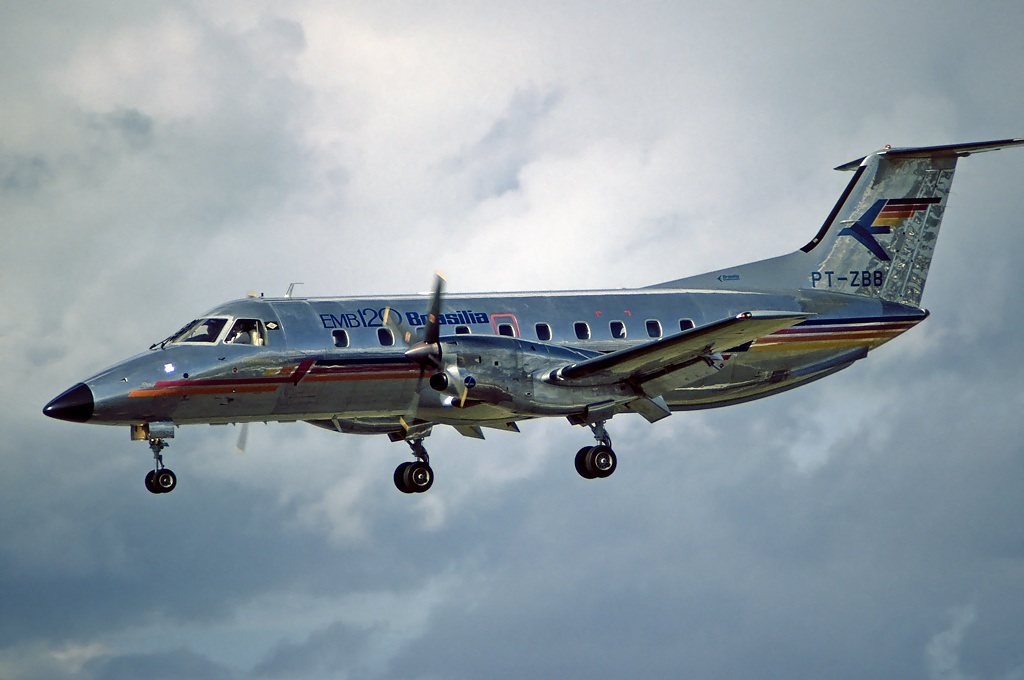
Embraer EMB 120 Brasilia
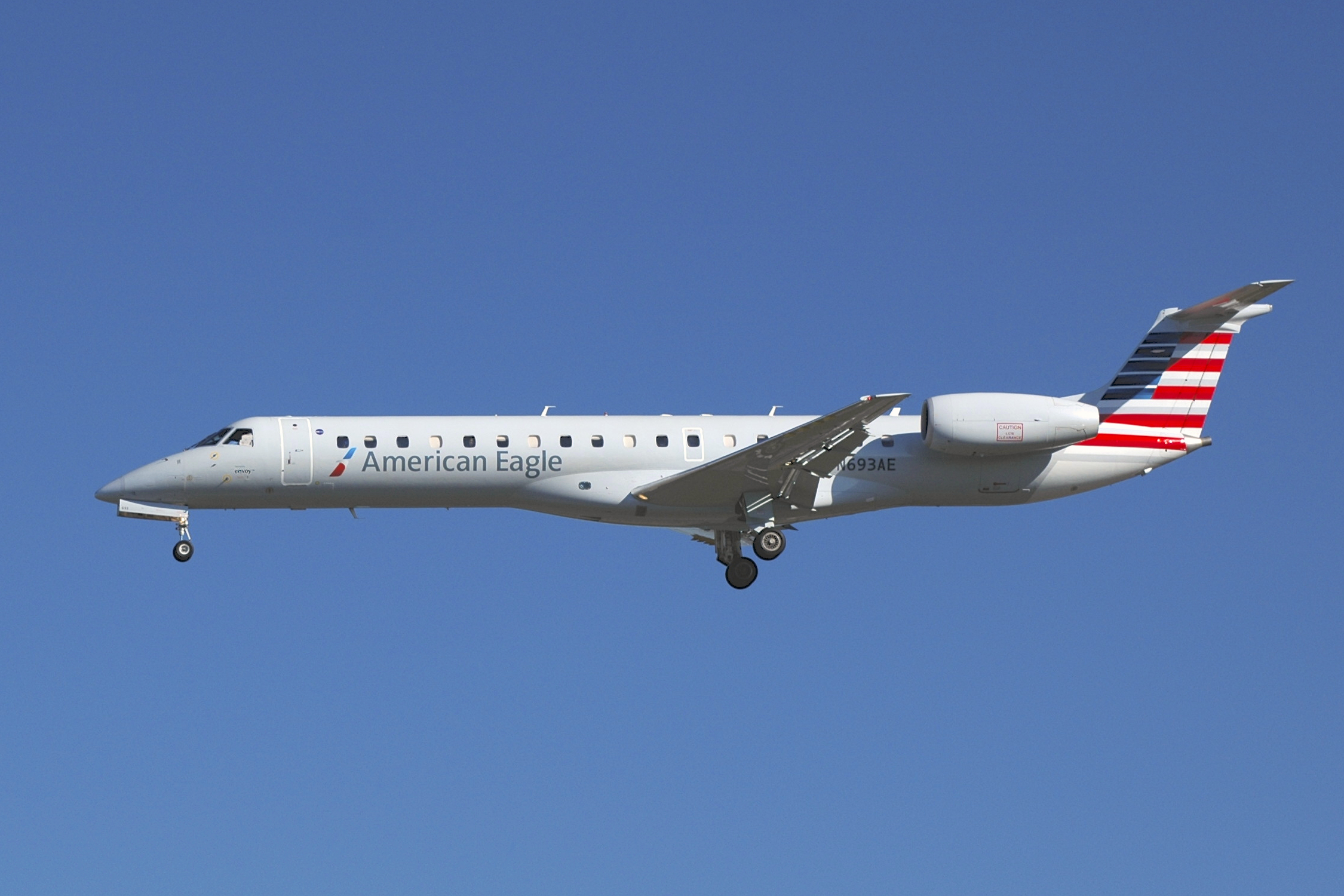
Embraer ERJ (ERJ 145)
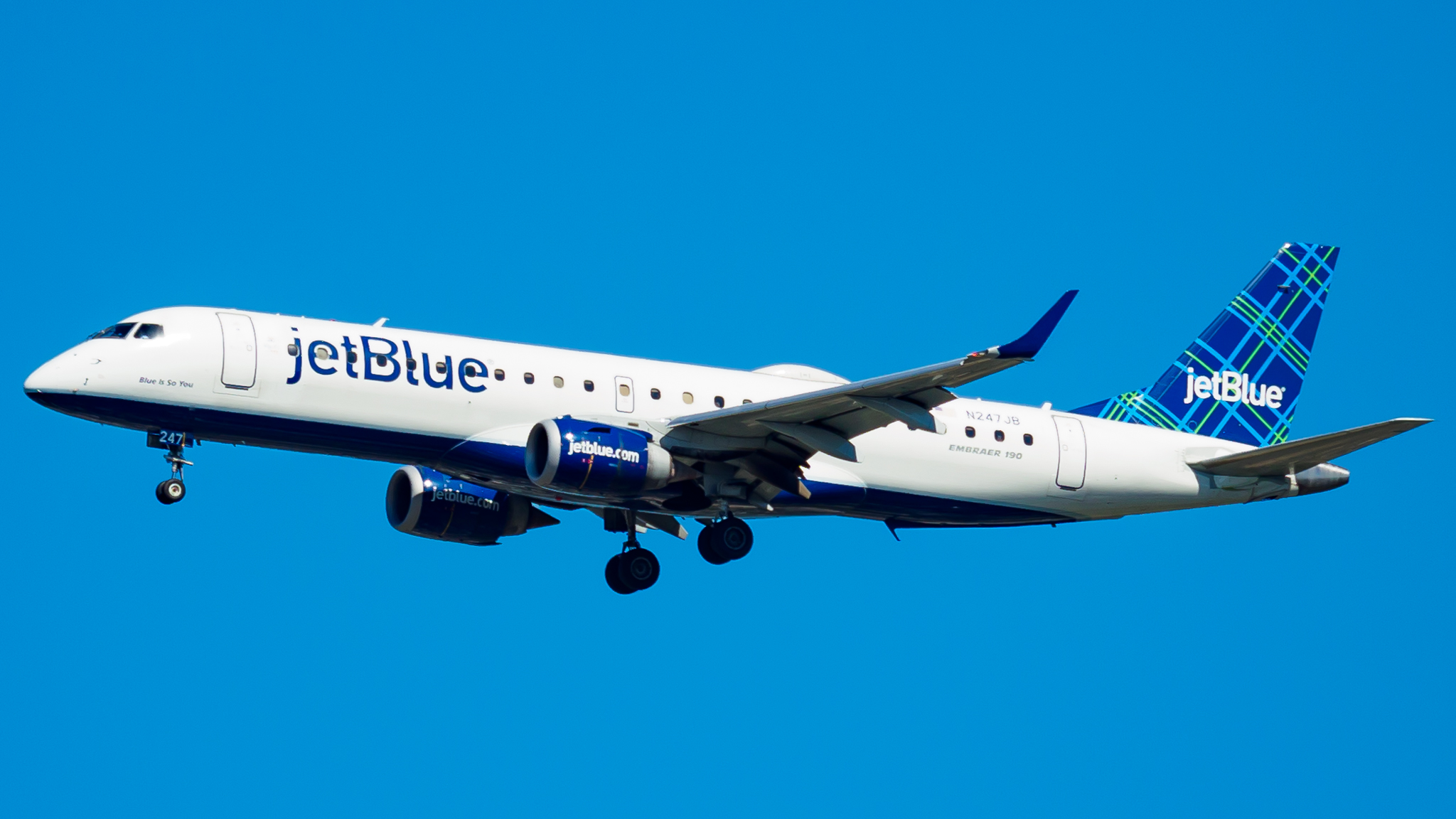
Embraer E-Jet (Embraer 190)
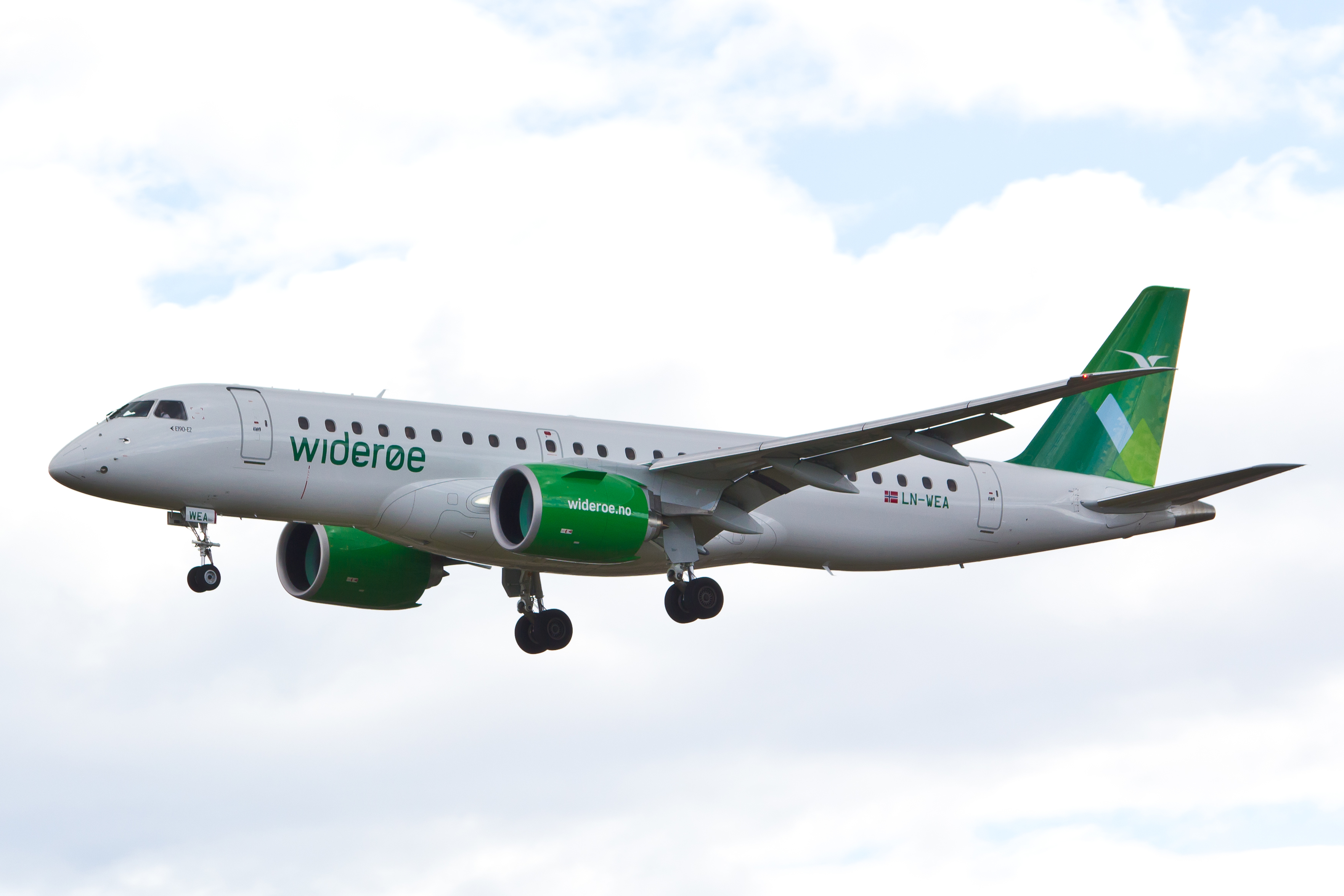
Embraer E-Jets E2 (Embraer 190-E2)

### Militares
Atuais
- Embraer EMB 314 Super Tucano
- Embraer C-390 Millennium

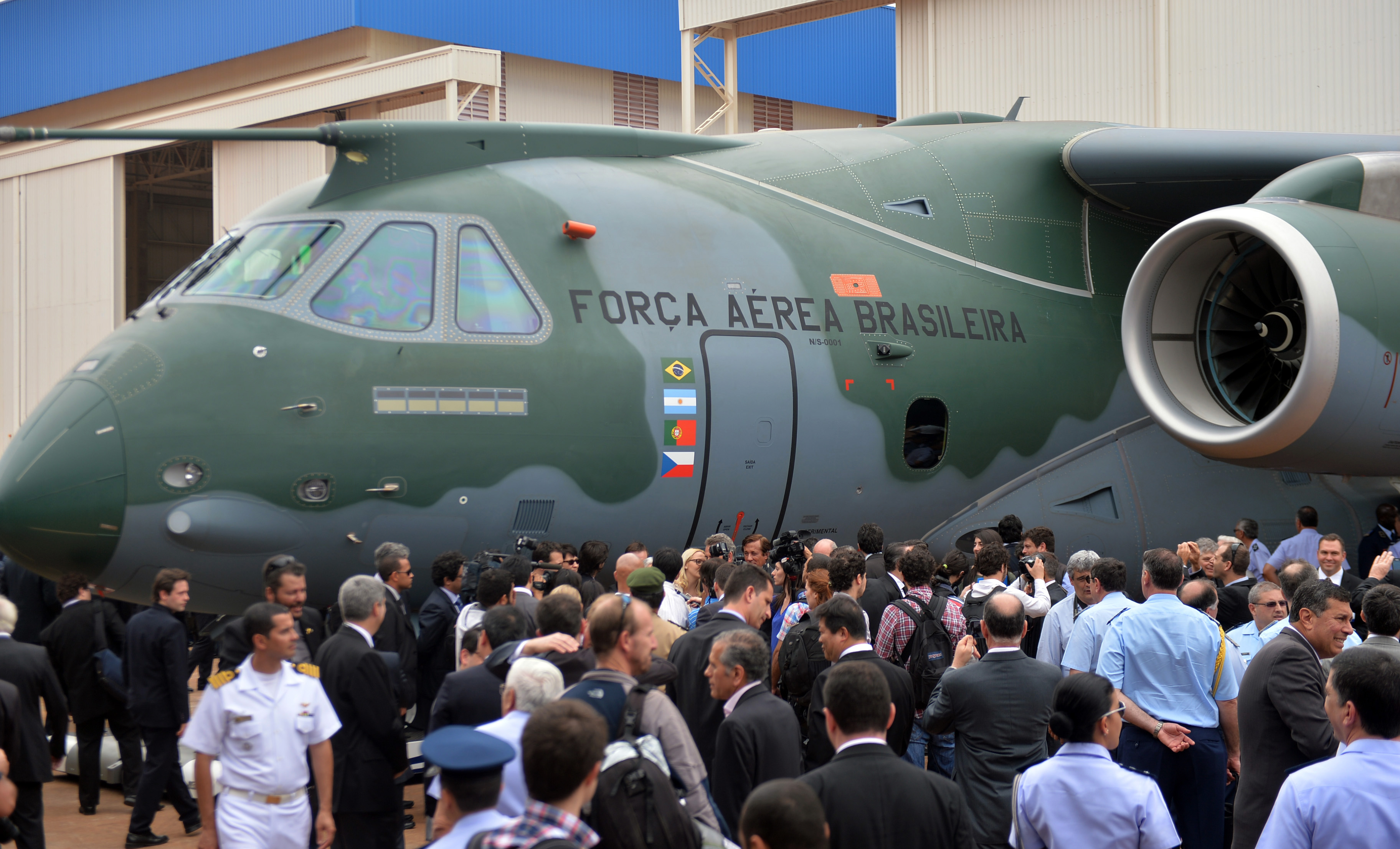
Apresentação do C-390 Millennium (protótipo PT-ZNF) em 21 de outubro de 2014.

- Embraer R-99 (Sistema Aéreo de Alerta e Controle)
- JAS 39 Gripen E/F[69][70]

Anteriores
- Embraer EMB 111 Bandeirante
- Embraer EMB 312 Tucano
- AMX International AMX
- Embraer MFT-LF
- Embraer Xavante (variante do Aermacchi MB-326)

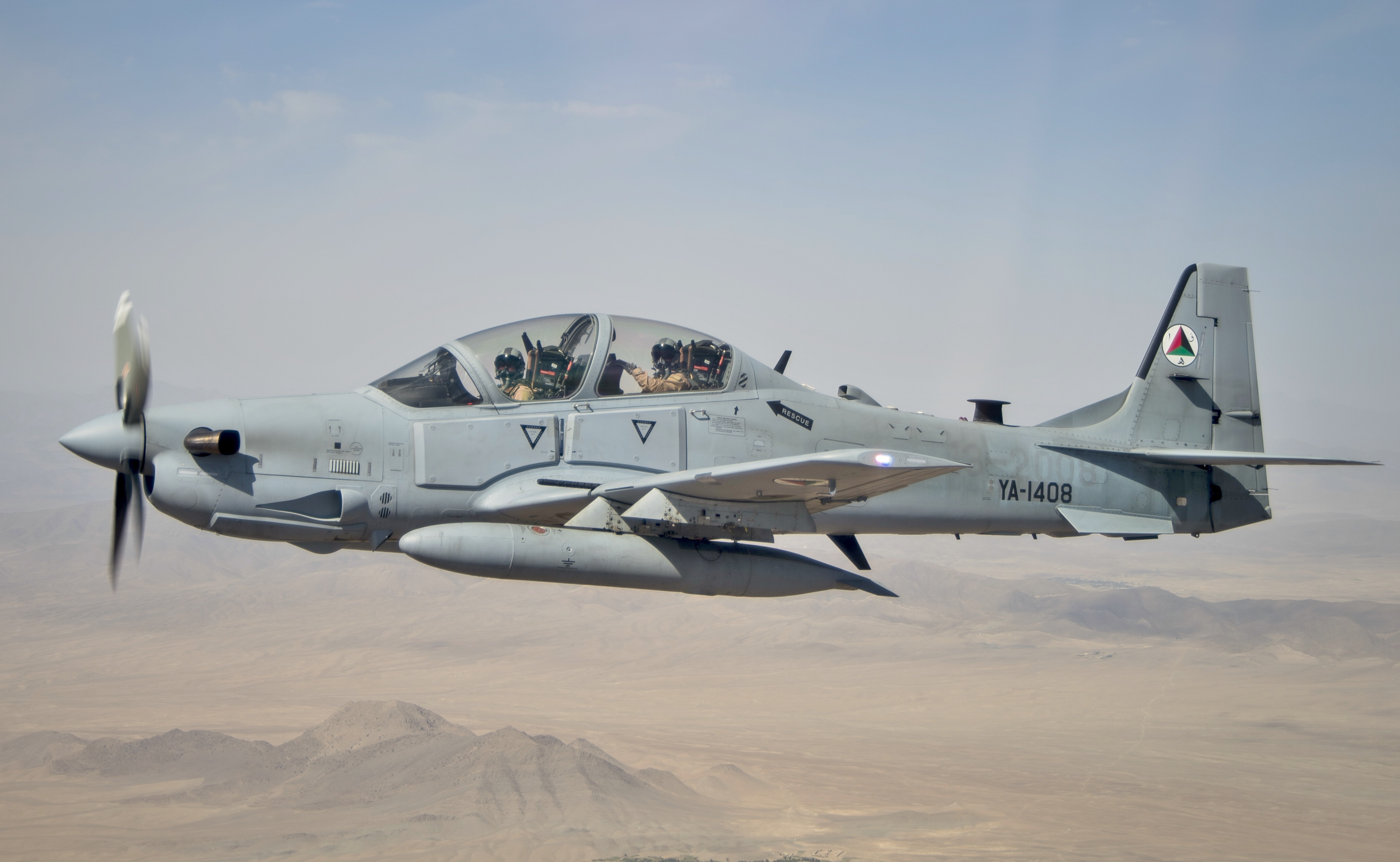
Embraer EMB 314 Super Tucano
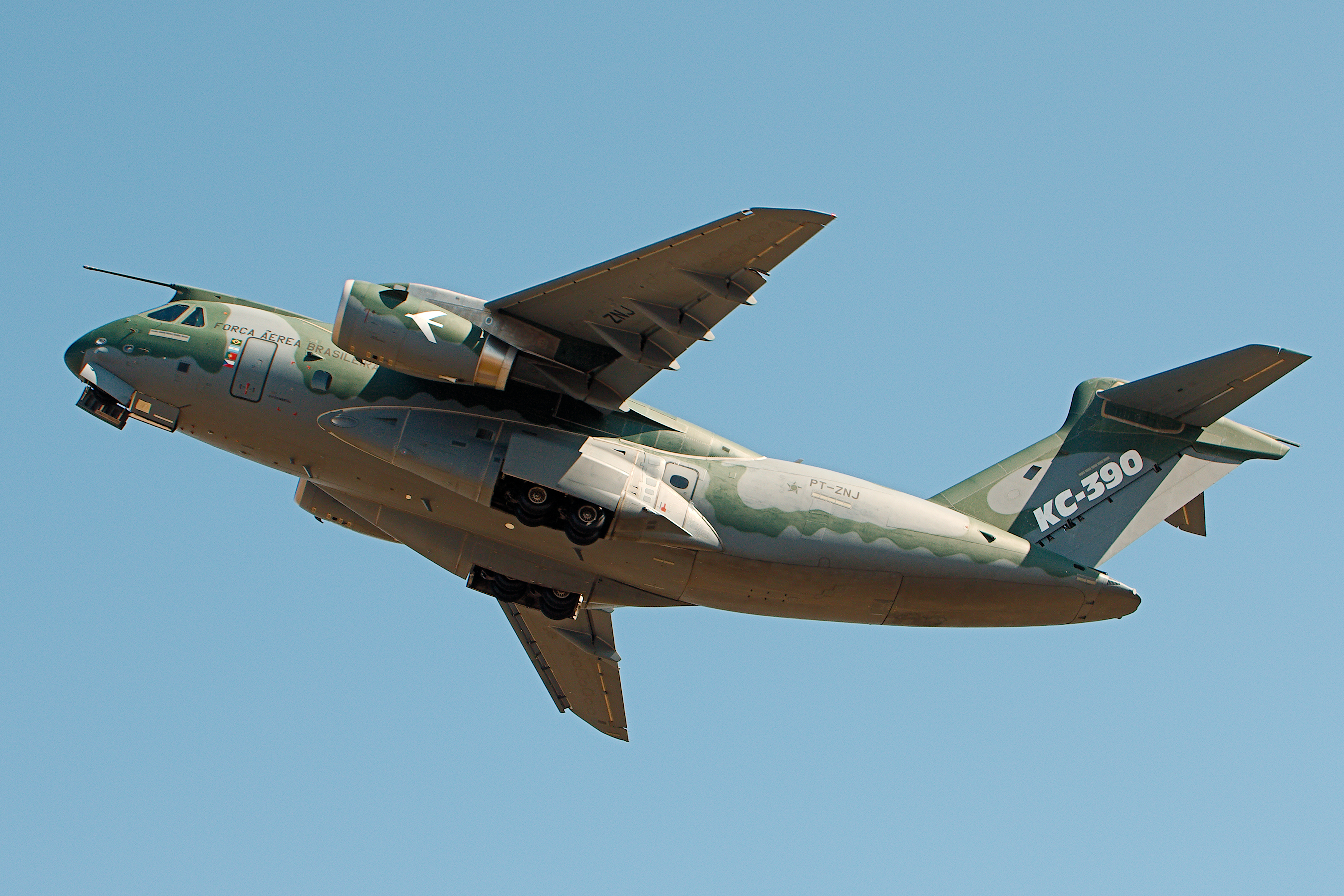
Embraer C-390 Millennium
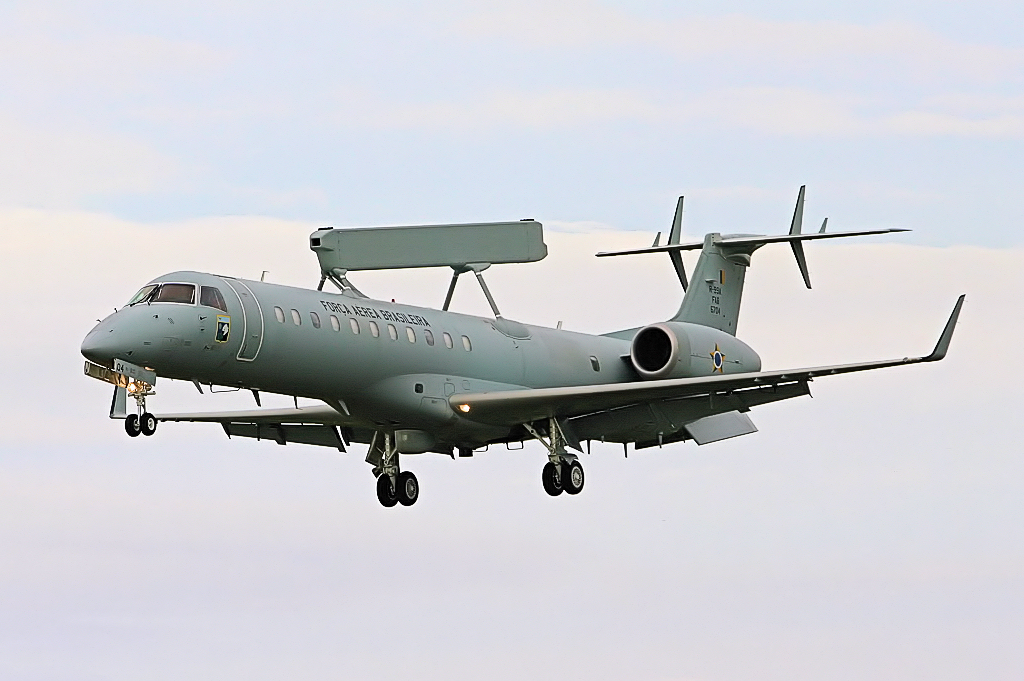
Embraer R-99
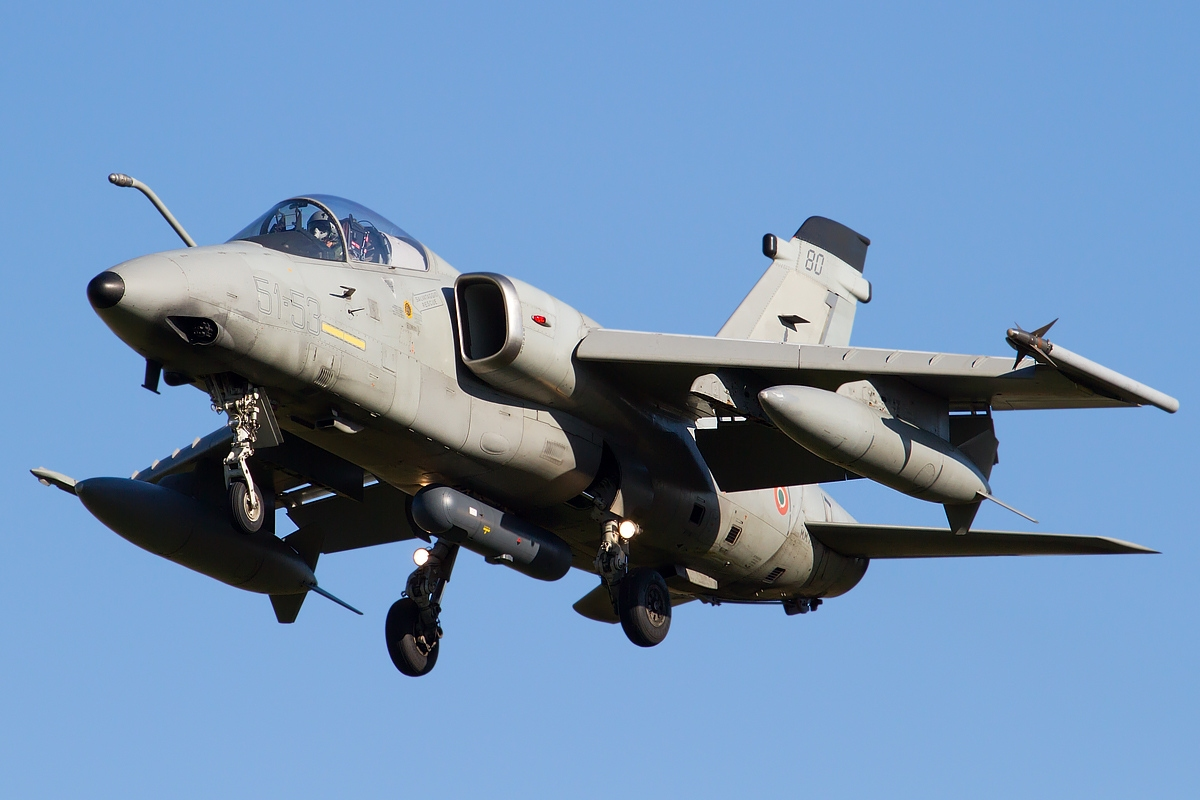
AMX

### Executivos
Atuais

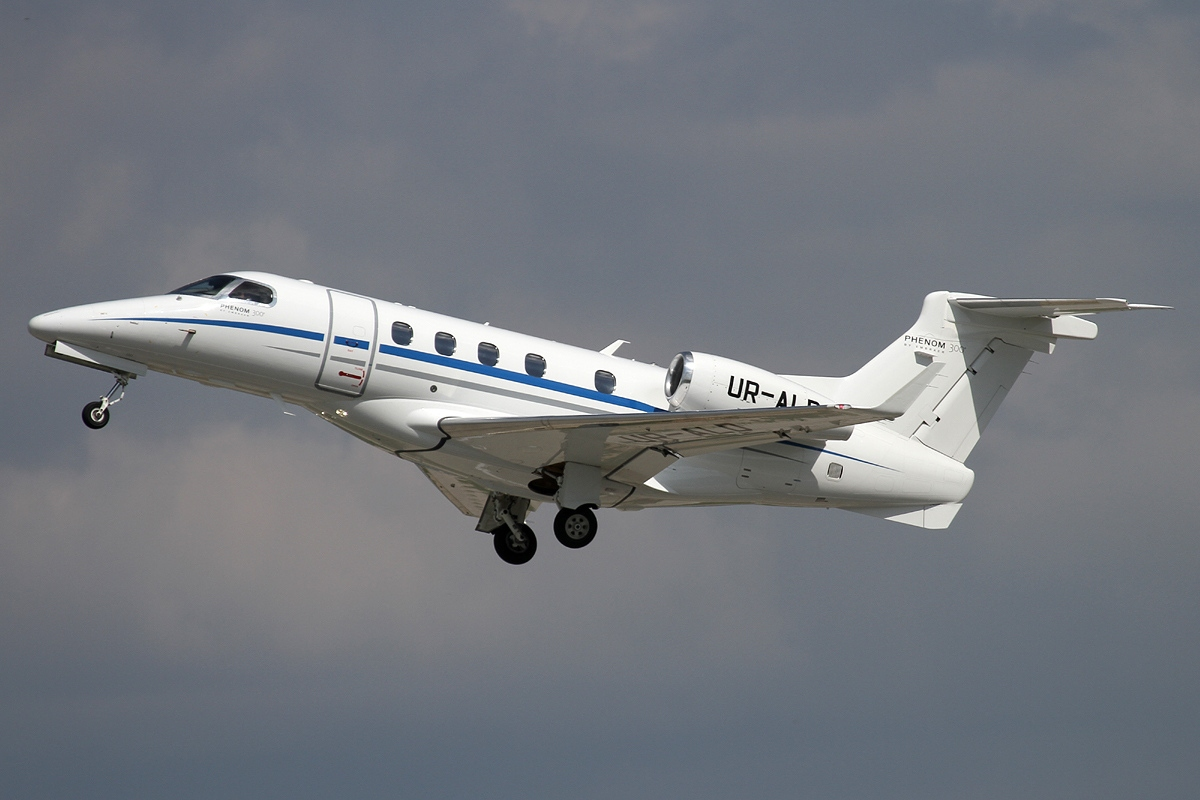
Embraer Phenom 100
- Embraer Phenom 300
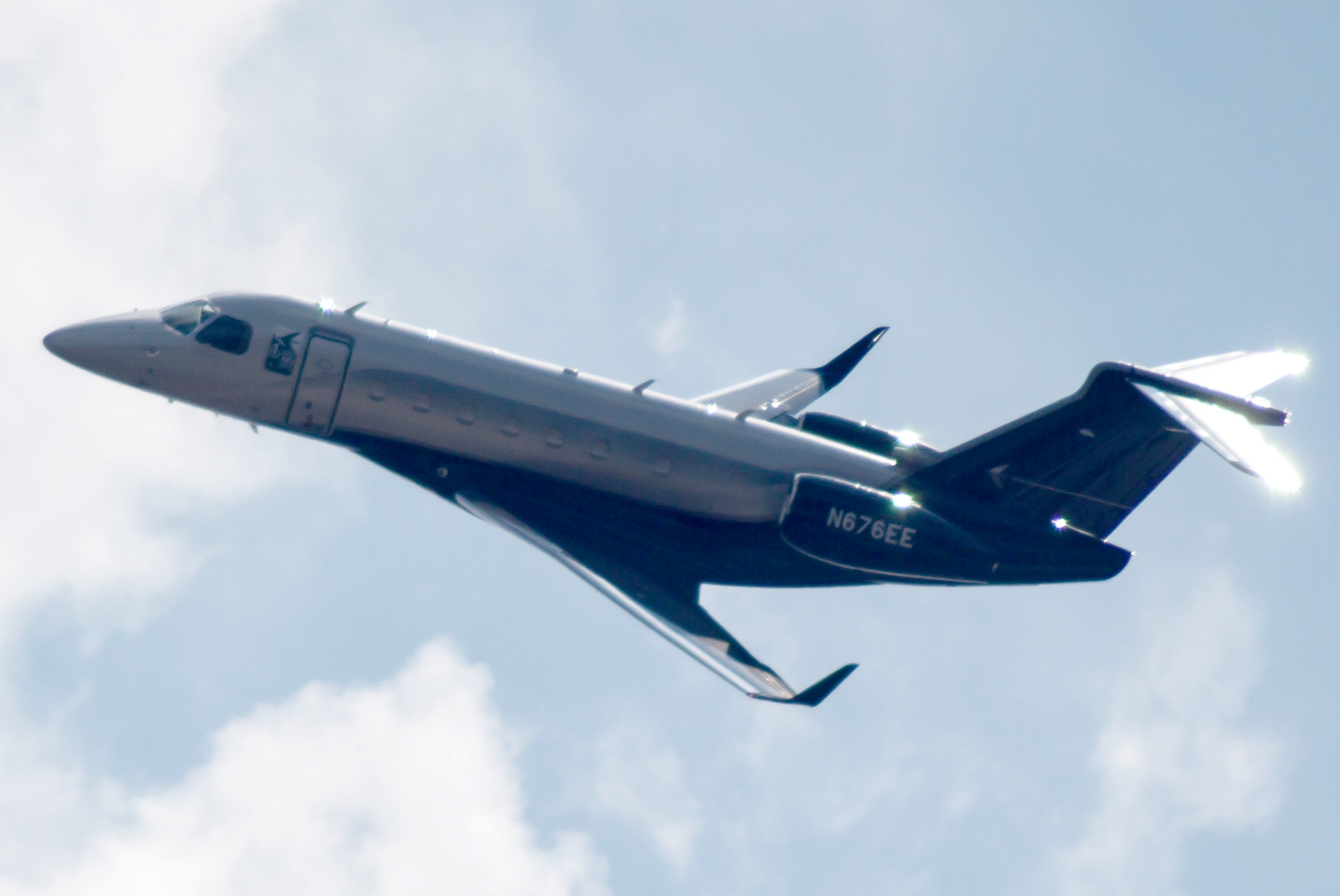
Embraer Praetor 500
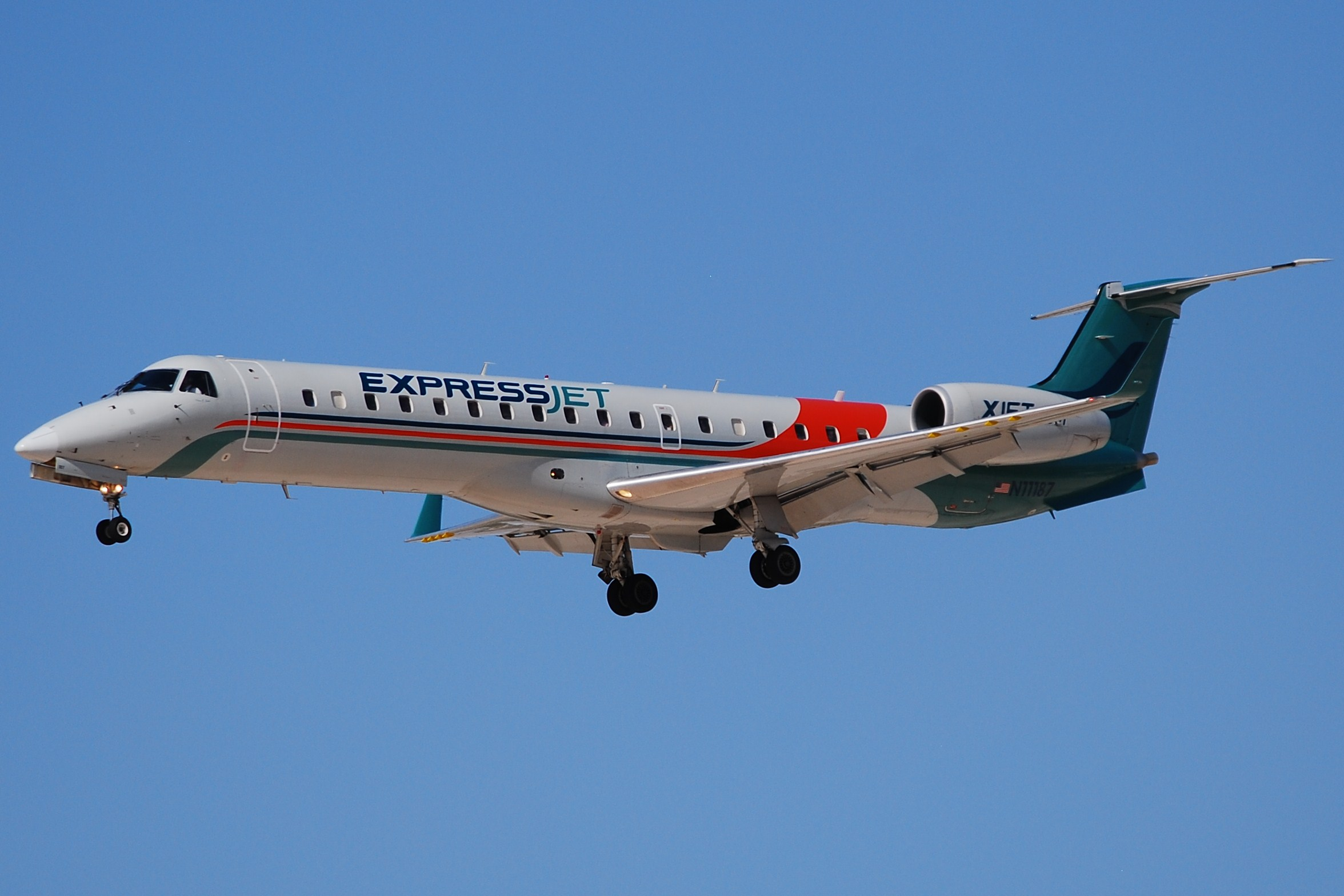
Embraer Praetor 600
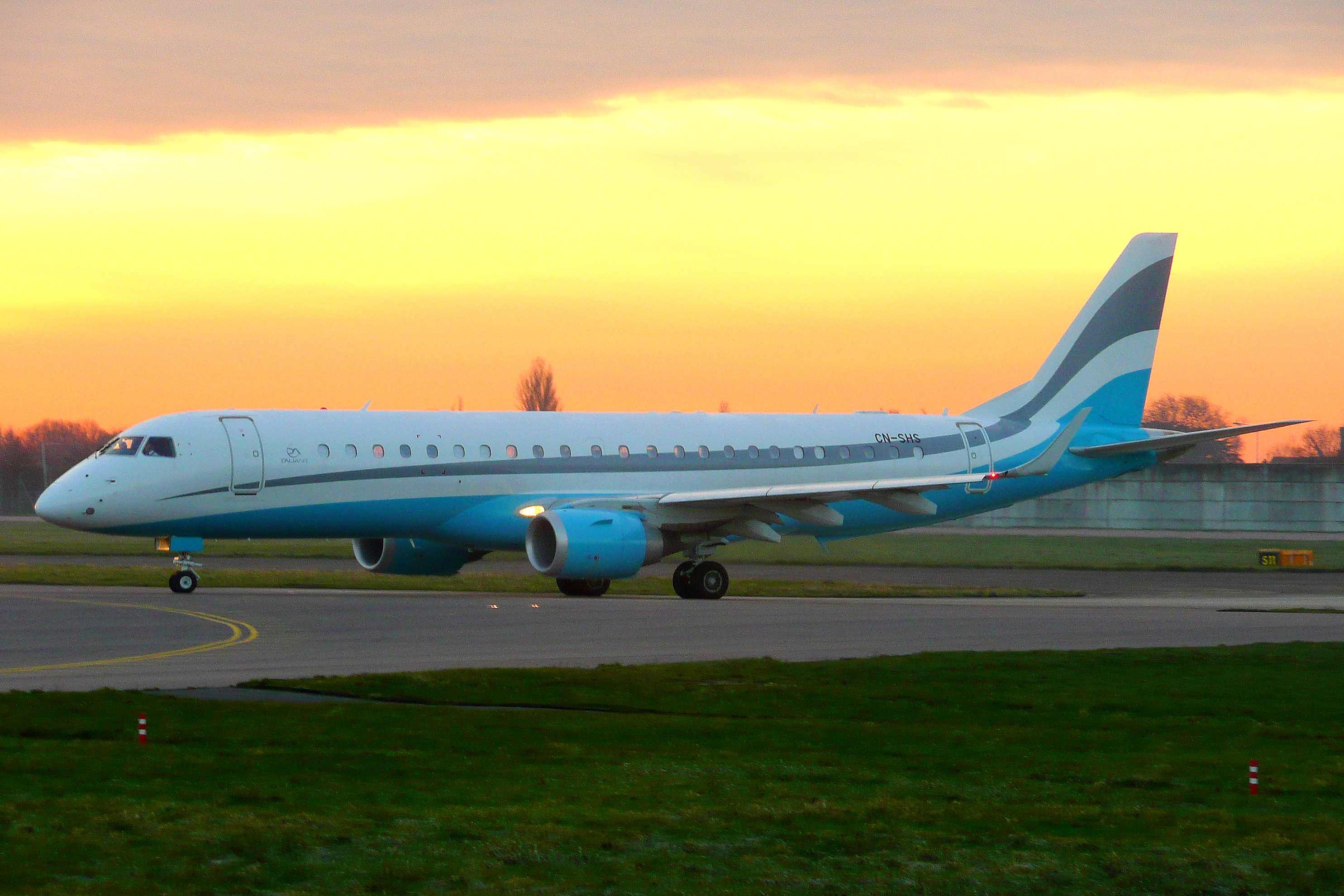
Embraer Lineage 1000

Anteriores
- Embraer Legacy 450
- Embraer Legacy 500
- Embraer Legacy 600/650
- Embraer Lineage 1000

- Embraer Phenom 300
- Legacy 450/500/Praetor 500/600
- Embraer Legacy 600
- Embraer Lineage 1000

### Utilitários
Atuais

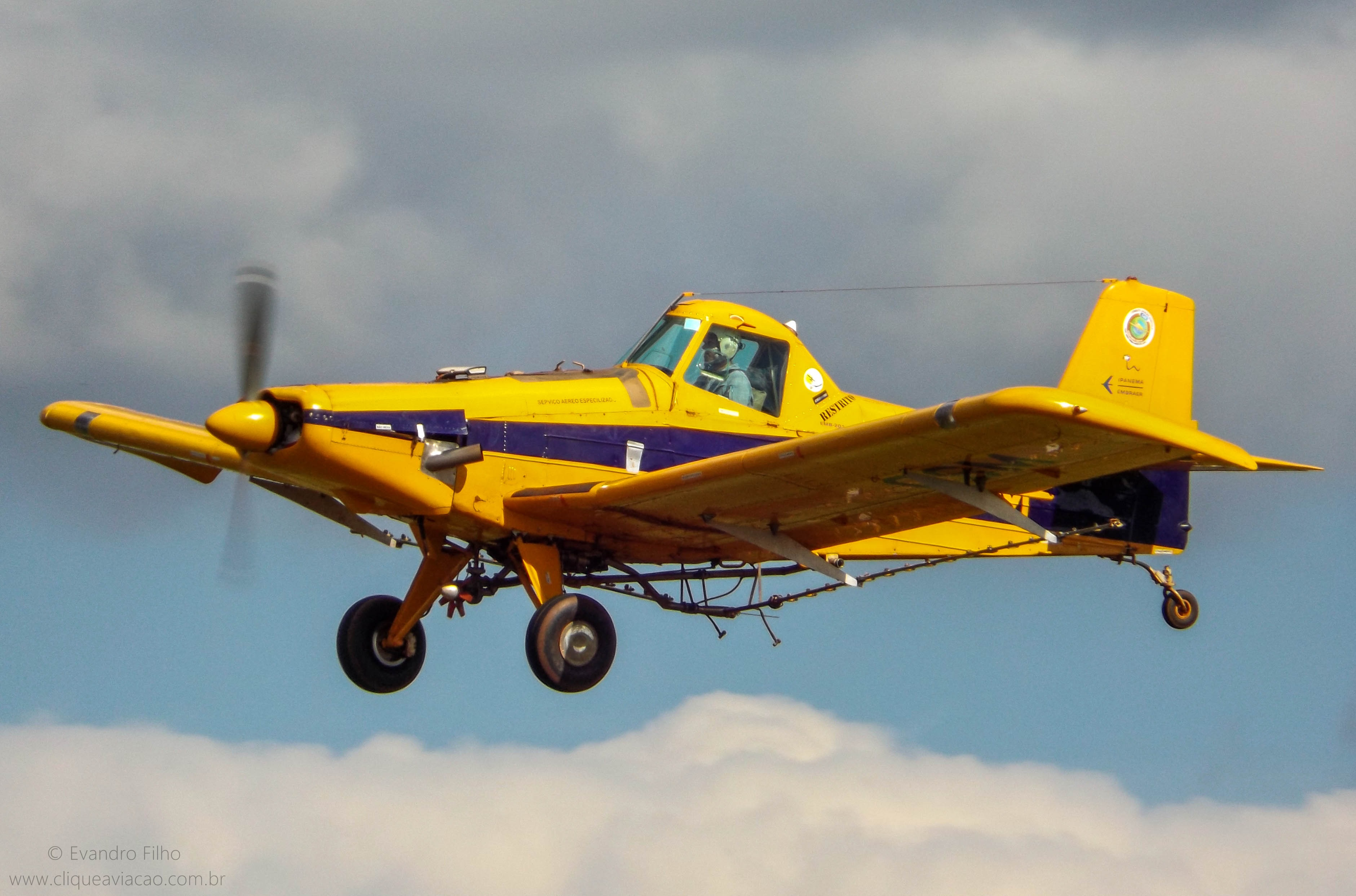
Embraer EMB 202 Ipanema
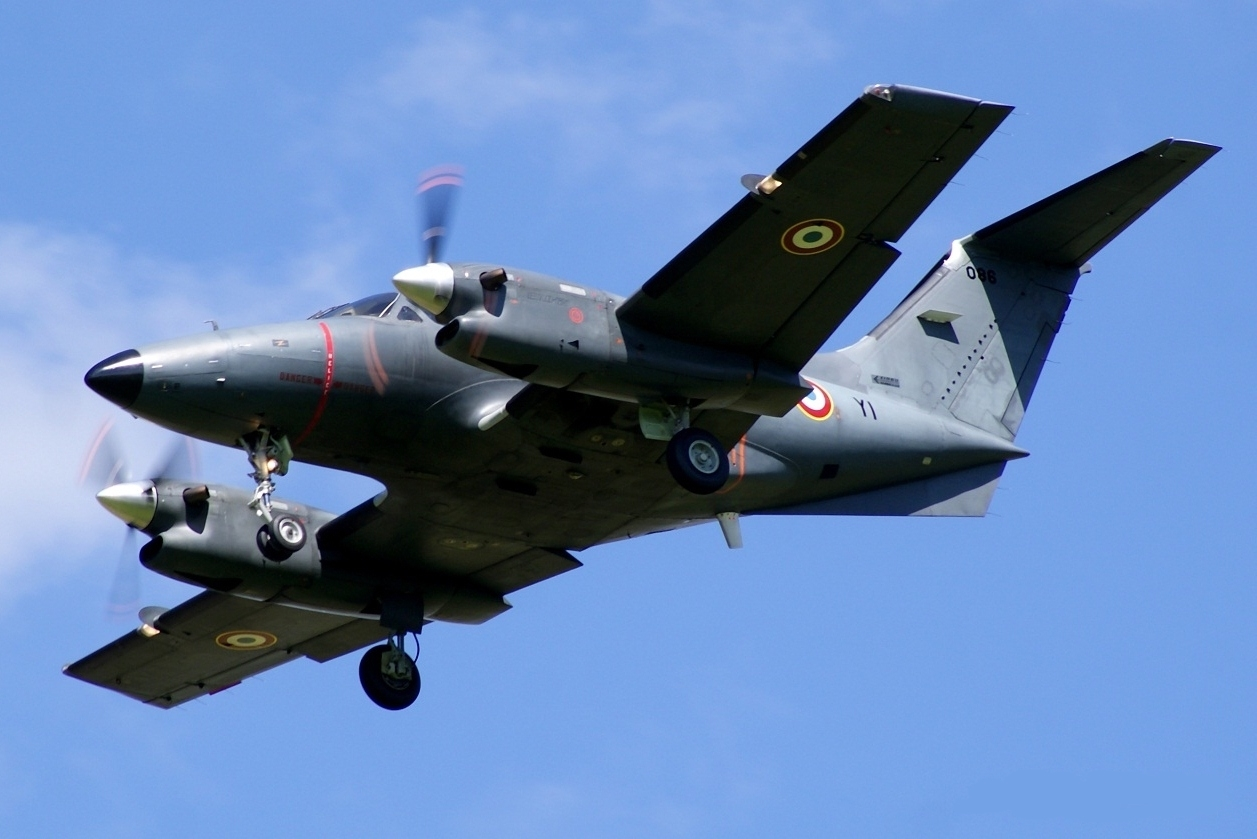
Embraer EMB 121 Xingu

Anteriores
- Embraer EMB 121 Xingu

- Embraer EMB 202 Ipanema
- Embraer EMB 121 Xingu

## Resultados operacionais
| Ano  | Receita líquida (R$ milhões) | Lucro (prejuízo) líquido ajustado (R$ milhões) | EBITDA ajustado (R$ milhões) | Aeronaves entregues | Aeronaves entregues | Aeronaves entregues | Aeronaves entregues |
| Ano  | Receita líquida (R$ milhões) | Lucro (prejuízo) líquido ajustado (R$ milhões) | EBITDA ajustado (R$ milhões) | Comerciais          | Executivas          | Militares           | Total               |
| ---- | ---------------------------- | ---------------------------------------------- | ---------------------------- | ------------------- | ------------------- | ------------------- | ------------------- |
| 2021 | 22 669,7                     | (-274,8)                                       | 1 946,3                      | 48                  | 93                  | 14                  | 155                 |
| 2020 | 19 641,8                     | (-3 616,0)                                     | 437,6                        | 44                  | 86                  | 18                  | 148                 |
| 2019 | 21 802,1                     | (-862,7)                                       | 725,6                        | 89                  | 109                 | 3                   | 208                 |
| 2018 | 18 721,6                     | (-224,3)                                       | 1 713,9                      | 90                  | 91                  | 11                  | 192                 |
| 2017 | 18 776,1                     | 995                                            | 2 291,5                      | 101                 | 109                 | 7                   | 217                 |
| 2016 | 21 435,7                     | 585,4                                          | 2 844,2                      | 108                 | 117                 | 15                  | 240                 |
| 2015 | 20 301,8                     | 241,6                                          | 2 450,6                      | 101                 | 120                 | 20                  | 241                 |
| 2014 | 14 935,9                     | 796,1                                          | 1 980,7                      | 92                  | 116                 | 7                   | 215                 |
| 2013 | 13 635,8                     | 777,7                                          | 2 239,1                      | 90                  | 119                 | 6                   | 215                 |
| 2012 | 12 180,5                     | 697,8                                          | 1 762,8                      | 106                 | 99                  | 14                  | 221                 |
| 2011 | 9 837,9                      | 156,3                                          | 923,1                        | 105                 | 99                  | 8                   | 212                 |
| 2010 | 9 381,0                      | 574,0                                          | 1 069,0                      | 100                 | 145                 | 2                   | 247                 |
| 2009 | 10 871,0                     | 912,0                                          | 1 219,0                      | 122                 | 119                 | 7                   | 248                 |
| 2008 | 11 747,0                     | 429,0                                          | 1 500,0                      | 162                 | 39                  | 6                   | 207                 |
| 2007 | 9 980                        | 657                                            | 889,1                        | 96                  | 35                  | 38                  | 169                 |

Fonte: Embraer
|                          |
| Desde 9 de março de 2022 |